# Théodora de Grèce (1906-1969)
Vous lisez un « bon article » labellisé en 2021.
Pour les articles homonymes, voir Théodora de Grèce.
Titre
Épouse du prétendant au trône de Bade
17 août 1931 – 27 octobre 1963
(32 ans, 2 mois et 10 jours)
Théodora de Grèce (en grec : Θεοδώρα της Ελλάδας / Theodóra tis Elládas et en allemand : Theodora von Griechenland), princesse de Grèce et de Danemark puis, par son mariage, margravine de Bade, est née le 30 mai 1906 à Tatoï, en Grèce, et morte le 16 octobre 1969 à Constance en Allemagne de l'Ouest. Épouse du margrave Berthold, prétendant au trône de Bade, c'est une princesse gréco-allemande.
Deuxième des cinq enfants d'André de Grèce et d'Alice de Battenberg, la princesse Théodora passe une enfance heureuse entre Athènes et Corfou. Ses premières années sont cependant marquées par les guerres balkaniques (1912-1913), la Première Guerre mondiale (1914-1918) et la guerre gréco-turque (1919-1922). Pour la jeune fille et ses proches, ces conflits ont des conséquences dramatiques puisqu'ils aboutissent à leur bannissement en Suisse (entre 1917 et 1920), puis en France et au Royaume-Uni (de 1922 à 1936). Durant leur exil, Théodora et les siens dépendent de la générosité de leur parentèle étrangère, et notamment de Marie Bonaparte (qui leur offre un logement à Saint-Cloud) et d'Edwina Ashley (qui les soutient financièrement).
À la fin des années 1920, la mère de Théodora est frappée d'une crise mystique qui conduit à son internement dans un hôpital psychiatrique suisse. Peu de temps après, en 1931, Théodora épouse le margrave Berthold de Bade, fils du chancelier impérial Max de Bade. Le couple s'installe alors au château de Salem, où Berthold dirige une école avec le pédagogue Kurt Hahn. La princesse y donne naissance à trois enfants : Marguerite (1932), Maximilien (1933) et Louis (1937). Opposés à l'idéologie nazie, Théodora et son époux gardent leurs distances avec le Troisième Reich, ce qui n'empêche pas Berthold de s'engager dans la Wehrmacht au début de la Seconde Guerre mondiale. Ébranlée par le conflit, qui divise sa famille en deux camps ennemis, Théodora s'investit dans la Croix-Rouge allemande et d'autres organisations caritatives.
La défaite de l'Allemagne et son occupation par les Alliés amènent de nouveaux bouleversements dans la vie de Théodora et de Berthold. Préservé des exactions soviétiques, qui causent la mort de plusieurs de ses cousins, le couple subit l'ostracisme de la famille royale britannique au moment du mariage du prince Philippe, petit frère de Théodora, avec Élisabeth du Royaume-Uni (1947). Au fil des années, le couple est néanmoins réintégré dans la vie du gotha européen, comme l'illustre, par exemple, sa participation au couronnement d'Élisabeth II (1953) ou au mariage de Juan Carlos et Sophie (1962). Victime de problèmes cardiaques, Théodora meurt six ans après son mari, en 1969.

## Famille
| Portrait d'un homme en uniforme militaire de couleur kaki.                              |  | Portrait assis d'une jeune femme portant une robe claire avec un large décolleté. |
| Portraits d'André de Grèce (1913) et d'Alice de Battenberg (1907) par Philip de László. |  |                                                                                   |

La princesse Théodora est la deuxième fille du prince André de Grèce (1882-1944) et de son épouse la princesse Alice de Battenberg (1885-1969). Par son père, elle est la petite-fille du roi Georges Ier de Grèce (1845-1913) et de la grande-duchesse Olga Constantinovna de Russie (1851-1926) tandis que, par sa mère, elle descend du prince Louis de Battenberg (1854-1921), marquis de Milford Haven, et de la princesse Victoria de Hesse-Darmstadt (1863-1950). Théodora a donc la particularité généalogique d'être à la fois l'arrière petite-fille du roi Christian IX de Danemark (1818-1906), surnommé le « beau-père de l'Europe », et l'arrière arrière petite-fille de la reine Victoria du Royaume-Uni (1819-1901), connue comme la « grand-mère de l'Europe ».
Théodora a trois sœurs, les princesses Marguerite (1905-1981), Sophie (1914-2001) et Cécile de Grèce (1911-1937), ainsi qu'un frère cadet, le prince Philippe (1921-2021), duc d'Édimbourg et époux de la reine Élisabeth II du Royaume-Uni (1926-2022).
Les 15 et 17 août 1931, la princesse épouse, civilement puis religieusement, à Baden-Baden, en Allemagne, le margrave Berthold de Bade (1906-1963), fils du chancelier impérial Max de Bade (1867-1929) et de son épouse la princesse Marie-Louise de Hanovre (1879-1948). De ce mariage naissent trois enfants :
- Marguerite de Bade (1932-2013), princesse de Bade, qui épouse, en 1957, à Salem, le prince Tomislav de Yougoslavie (1928-2000), dont elle divorce en 1981 ;
- Maximilien de Bade (1933-2022), margrave de Bade, qui épouse, en 1966, à Salem, l'archiduchesse Valérie de Habsbourg-Toscane (1941) ;
- Louis de Bade (1937), prince de Bade, qui épouse, en 1967, à Salem, la princesse Anne Marie von Auersperg-Breunner (1943).

## Biographie

### Une enfance marquée par les guerres et l'exil

#### Entre la Grèce et l'étranger

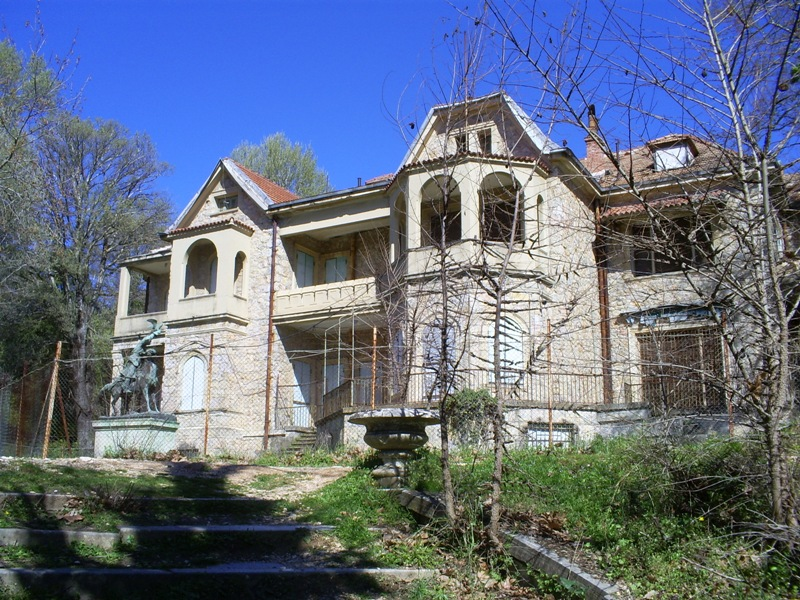
Le palais de Tatoï (2008), lieu de naissance de Théodora.

Deuxième fille du prince André de Grèce et de la princesse Alice de Battenberg, la princesse Théodora voit le jour au palais de Tatoï, près d'Athènes, le 30 mai 1906,. Au moment de sa naissance, son père est en voyage en Espagne, où il représente la famille royale de Grèce à l'occasion du mariage du roi Alphonse XIII d'Espagne avec la princesse Victoire-Eugénie de Battenberg, cousine d'Alice,. Baptisée Théodora en l'honneur de la fameuse impératrice byzantine mais surnommée « Dolla » par sa famille,, l'enfant grandit au sein d'un foyer uni, déjà composé d'une petite fille, Marguerite (née en 1905), et qui s'élargit encore avec l'arrivée des princesses Cécile (née en 1911), et Sophie (née en 1914). Avec leur mère, Théodora et ses sœurs communiquent en anglais, mais elles utilisent aussi le français, l'allemand et, bien sûr, le grec avec leurs proches et leurs gouvernantes. C'est d'ailleurs en grec et en anglais que les princesses sont scolarisées en premier lieu.
La petite enfance de Théodora est marquée par l'instabilité que connaît la Grèce au début du XXe siècle,. Las des attaques de la presse et de l'opposition, André et Alice trouvent refuge dans les voyages et passent l'essentiel de la période 1907-1908 en dehors des frontières de leur pays. Avec leurs filles, ils séjournent ainsi au Royaume-Uni, en Allemagne, à Malte et en Russie, où ils retrouvent leur nombreuse parentèle : le roi Édouard VII de Grande-Bretagne (oncle d'André), le grand-duc Ernest-Louis de Hesse-Darmstadt (oncle d'Alice), la tsarine Alexandra Féodorovna de Russie (tante d'Alice et cousine d'André), le prince et la princesse de Battenberg (parents d'Alice), etc. C'est à cette époque que Théodora et Marguerite font la connaissance de leurs jeunes oncle et tante maternels, Louis (âgé de 7 ans) et Louise de Battenberg (âgée de 17 ans), dont ils ne tardent pas à devenir très proches.
En 1909, survient le « coup de Goudi », un putsch militaire organisé contre le gouvernement du roi Georges Ier, grand-père de Théodora. Peu après cet événement, le prince André et ses frères sont contraints à démissionner de l'armée. Préoccupés par l'évolution politique de leur pays, André et Alice trouvent une nouvelle fois refuge à l'étranger et séjournent en Grande-Bretagne, en France et en Hesse. Après avoir un temps envisagé l'exil, le couple revient vivre en Grèce, où naît sa troisième fille. À cette époque, Théodora est décrite par sa grand-mère maternelle comme une petite fille drôle et pleine d'imagination, mais aussi très étourdie.

#### Des guerres balkaniques à la Première Guerre mondiale

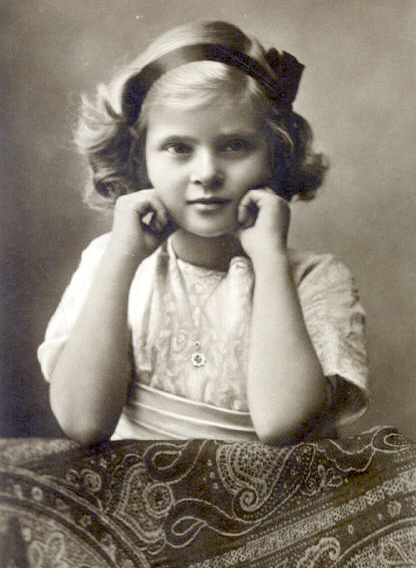
Théodora, en 1910.

En 1912-1913, la Grèce est engagée dans les guerres balkaniques, qui opposent successivement le pays à l'Empire ottoman et à la Bulgarie. Rappelé dans l'armée, le prince André sert dans l'état-major du diadoque Constantin tandis que la princesse Alice œuvre comme infirmière auprès des soldats blessés,. Trop jeunes pour suivre leurs parents, Théodora et ses sœurs passent, quant à elles, la durée du conflit à Athènes, à l'exception d'un bref séjour à Thessalonique en décembre 1912. La Grèce sort des guerres balkaniques considérablement agrandie, mais le conflit aboutit aussi à la disparition de Georges Ier, assassiné en mars 1913,,. La mort du roi des Hellènes provoque des changements importants dans la vie de Théodora et de ses proches ; dans son testament, le souverain lègue en effet le palais corfiote de Mon Repos à André,. Après des années à vivre dans l'orbite du monarque, dans les palais d'Athènes et de Tatoï,, André et les siens accèdent donc finalement à leur propre résidence,.
La paix revenue, André, Alice et leurs filles repartent à l'étranger en août 1913. Après un passage en Allemagne, ils séjournent au Royaume-Uni, chez les grands-parents maternels de Théodora. Pour les petites princesses, ce voyage est notamment l'occasion de visiter la cathédrale Saint-Paul et le zoo de Londres avec leurs parents. Rentrée en Grèce le 17 novembre, la famille est ensuite retenue dans le pays par la quatrième grossesse d'Alice puis, surtout, par le déclenchement de la Première Guerre mondiale. La Grèce ayant proclamé sa neutralité,, ce nouveau conflit ne touche d'abord guère Théodora et ses proches: elle et ses sœurs passent ainsi l'été 1914 à Corfou, où elles profitent du soleil et de la mer durant quatre mois.
Les choses changent à mesure que la guerre s'immisce dans la vie du pays. Stationné à Thessalonique avec sa garnison, André est ainsi confronté à l'occupation de la ville par les Alliés en octobre 1915,. Peu de temps après, en décembre, l'armée serbe en déroute trouve refuge à Corfou, conduisant Alice et ses filles à abandonner Mon Repos pour la capitale. Au fil des mois, les menaces contre les membres de la dynastie se multiplient. En juillet 1916, un incendie criminel frappe le domaine de Tatoï, alors que le roi s'y trouve avec son épouse et plusieurs de leurs enfants,,. Surtout, le 1er décembre suivant, la marine française bombarde le palais royal d'Athènes, obligeant Théodora et ses sœurs à se refugier dans les caves avec leur mère,,.

#### L'exil suisse

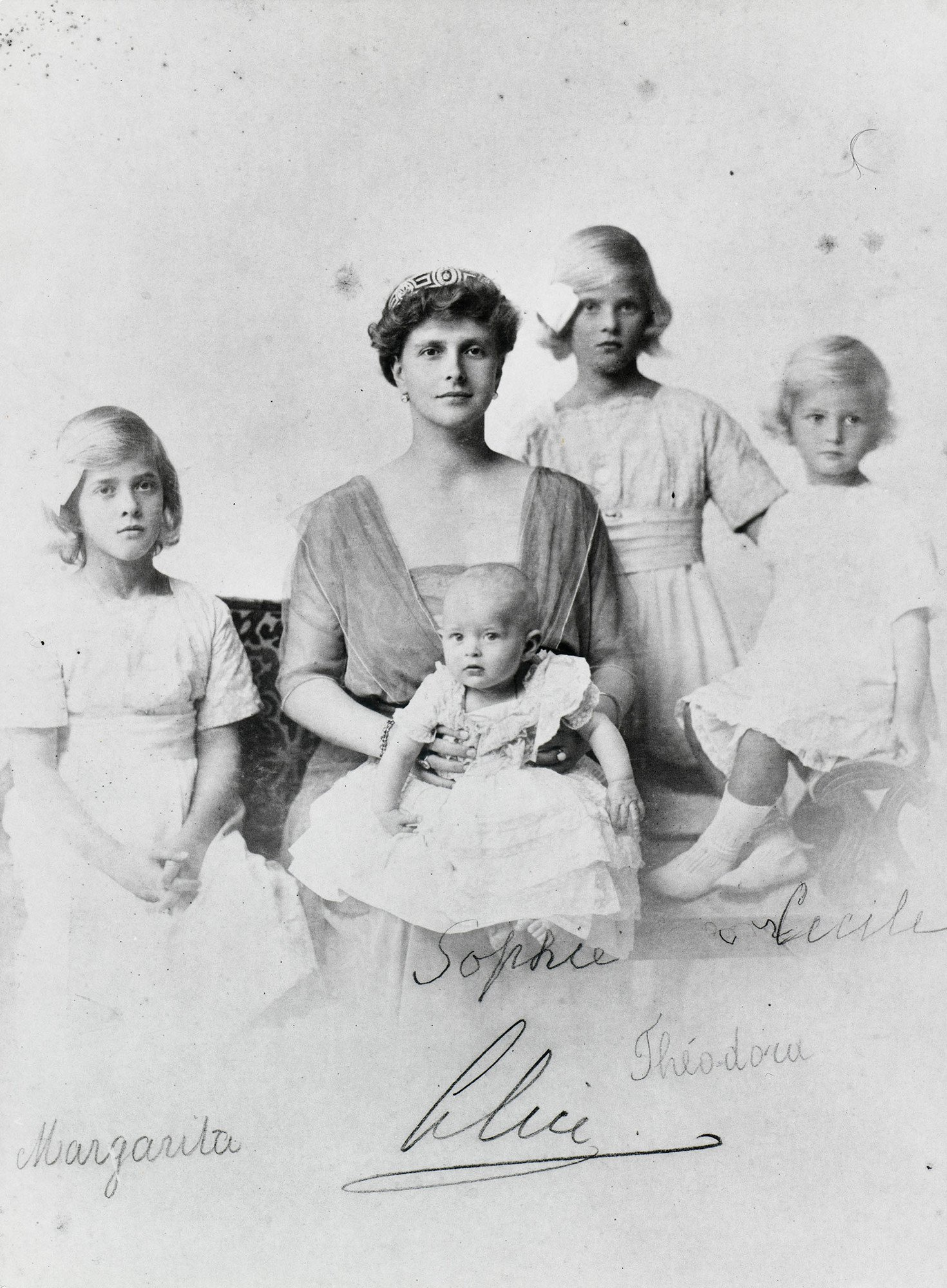
La princesse Alice de Battenberg entourée de ses quatre filles (1914).

En juin 1917, le roi Constantin Ier est finalement déposé et chassé de Grèce par les Alliés, qui le remplacent sur le trône par son deuxième fils, le jeune Alexandre Ier,. Quinze jours plus tard, la famille de Théodora est à son tour poussée à l'exil afin de soustraire le nouveau monarque de toute influence de ses proches,. Contraint à résider en Suisse alémanique, le petit groupe séjourne d'abord dans un hôtel de Saint-Moritz,, avant de s'établir à Lucerne, où il vit dans l'incertitude de l'avenir.
L'exil n'est cependant pas la seule source d'inquiétude pour la famille. Avec la chute de l'Empire tsariste en 1917, plusieurs parents de Théodora sont assassinés en Russie. C'est notamment le cas de deux de ses oncles paternels (les grands-ducs Paul Alexandrovitch et Georges Mikhaïlovitch), d'un de ses grands-oncles paternels (le grand-duc Dimitri Constantinovitch) et de deux de ses grands-tantes maternelles (la tsarine Alexandra et la grande-duchesse Élisabeth),. Peu de temps après ces événements, la famille grand-ducale de Hesse, à laquelle Théodora est étroitement apparentée par sa mère, est renversée en même temps que toutes les autres dynasties allemandes au cours de l'hiver 1918-1919. La famille exilée connaît des problèmes de santé, plusieurs de ses membres contractant la grippe en 1920.
Début 1919, Théodora retrouve sa grand-mère paternelle, la reine douairière Olga, épargnée par les Bolcheviks grâce à l'intervention de la diplomatie danoise,,. Dans les mois qui suivent, la petite fille renoue, par ailleurs, avec ses grands-parents maternels, que la guerre a obligés à abandonner le nom de Battenberg pour celui de Mountbatten. Pour l'adolescente, qui forme désormais un tandem avec sa sœur aînée Marguerite, l'exil n'est donc pas uniquement synonyme de tristesse : c'est aussi l'occasion de longues réunions familiales et de promenades en montagne.

### Une longue période d'errance

#### Un bref retour en Grèce
Le 2 octobre 1920, le roi Alexandre Ier, cousin de Théodora, est mordu par un singe domestique lors d'une promenade à Tatoï. Mal soigné, il contracte une septicémie, qui l'emporte le 25 octobre, sans qu'aucun membre de sa famille ne soit autorisé à se rendre à son chevet,. La mort du souverain provoque alors une violente crise institutionnelle en Grèce. Déjà englué, depuis 1919, dans une nouvelle guerre contre la Turquie, le Premier ministre Elefthérios Venizélos perd les élections législatives de novembre 1920. Humilié, l'homme politique crétois se retire à l'étranger tandis qu'un référendum rappelle Constantin Ier sur le trône.

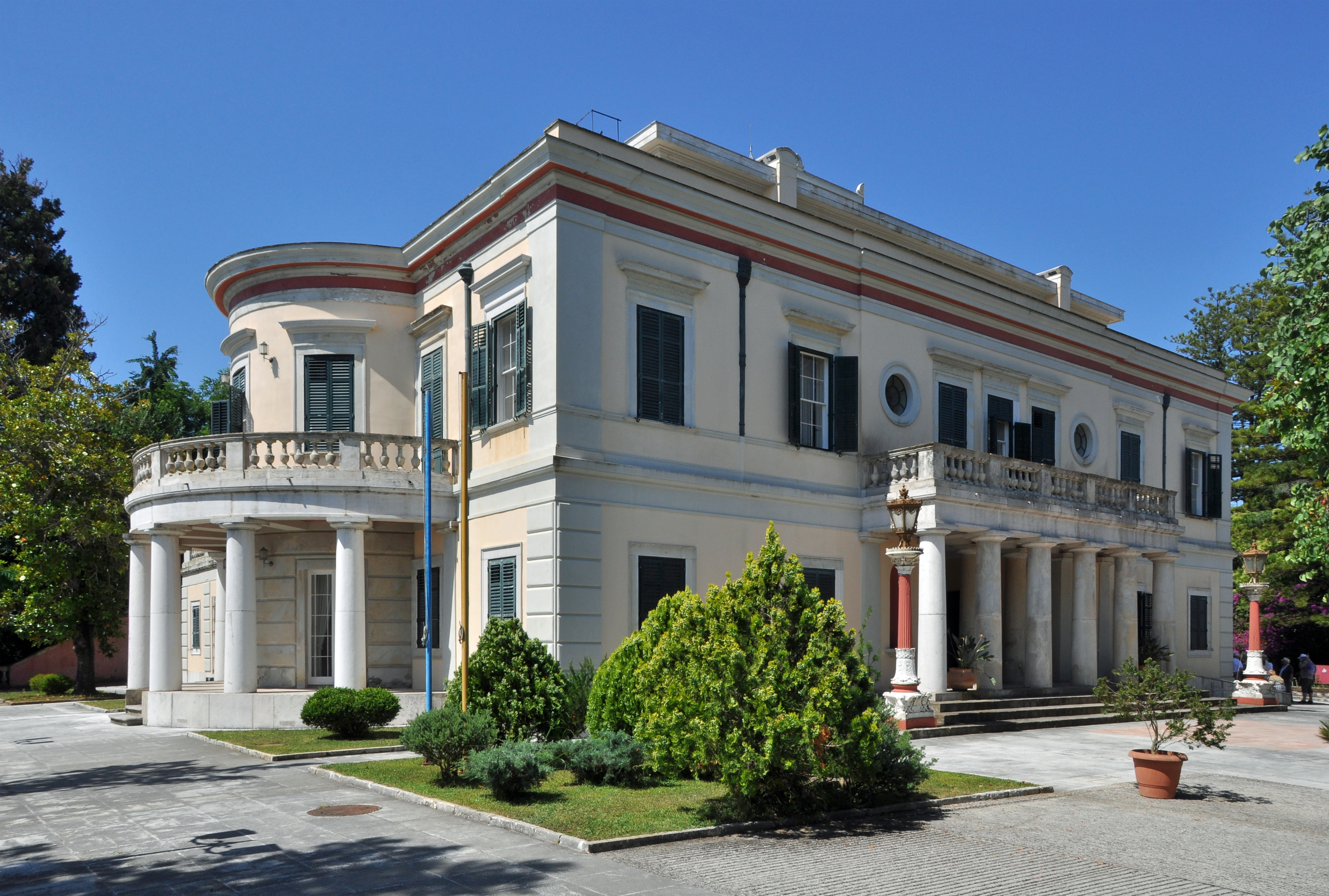
Le palais de Mon Repos, à Corfou (2012).

Le prince André ayant été reçu triomphalement à Athènes le 23 novembre 1920, son épouse et ses quatre filles le rejoignent quelques jours plus tard. Théodora revient alors vivre à Corfou avec les siens. Dans le même temps, la princesse Alice découvre qu'elle est à nouveau enceinte. Le 10 juin 1921, la famille s'agrandit donc encore avec la venue au monde du prince Philippe, futur duc d'Édimbourg. La joie qui entoure cette naissance est cependant obscurcie par l'absence du prince André, qui a rejoint les forces grecques en Asie mineure. Malgré l'inquiétude liée à la guerre, Théodora et ses sœurs profitent de la vie à Mon Repos, où elles reçoivent la visite de leur grand-mère maternelle et de leur tante Louise au printemps 1922. Dans le parc du palais, construit sur un cimetière antique, les princesses s'adonnent à l'archéologie et découvrent quelques poteries, des pièces en bronze et des ossements.
Durant cette période, Théodora et ses sœurs participent aussi, pour la première fois, aux grands événements mondains qui ponctuent la vie des familles royales. En mars 1921, les princesses assistent ainsi, à Athènes, au mariage de leur cousine Hélène de Grèce avec le prince héritier Carol de Roumanie. Surtout, en juillet 1922, elles se rendent au Royaume-Uni pour être demoiselles d'honneur lors des noces de leur oncle Louis Mountbatten avec la richissime Edwina Ashley,.
La défaite militaire de la Grèce face à la Turquie et les troubles politiques qu'elle occasionne bouleversent cependant la vie de Théodora et de sa famille. En septembre 1922, Constantin Ier abandonne définitivement le trône au profit de son fils aîné, Georges II,. Un mois plus tard, le prince André est arrêté avant d'être jugé par un tribunal militaire, qui le déclare responsable de la défaite de la Sakarya. Sauvé de l'exécution par l'intervention des chancelleries étrangères, le prince est condamné au bannissement et à la dégradation. Après une brève halte à Corfou, où est organisée la destruction des papiers de la famille, le prince et ses proches quittent précipitamment la Grèce à bord du HMS Calypso début décembre 1922,,.

#### Entre le Royaume-Uni et la France

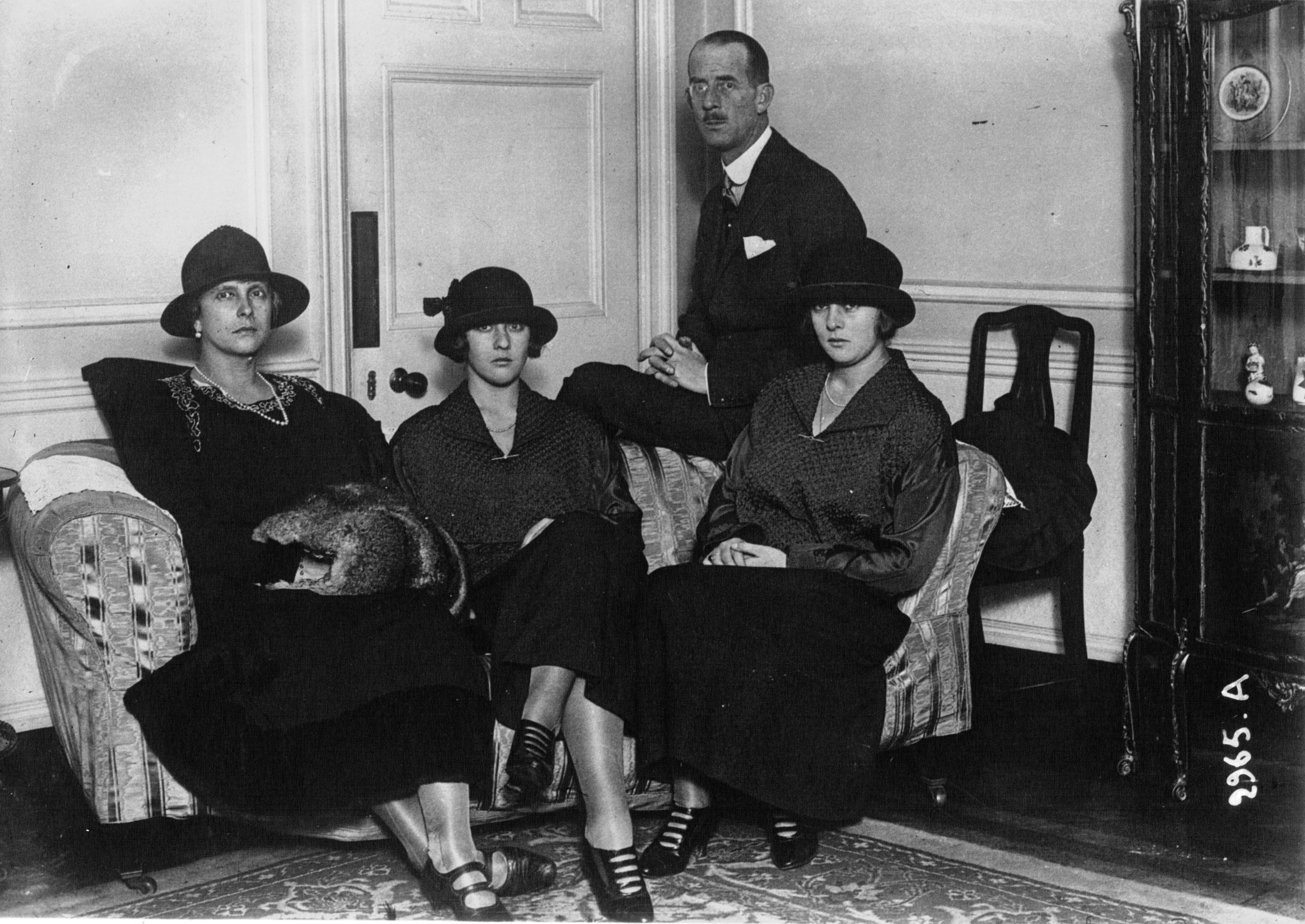
Théodora entourée de sa mère (à gauche) et de sa sœur Marguerite avec leur père (à droite), en 1922.

Après un périple de plusieurs semaines, qui les mène successivement en Italie, en France et au Royaume-Uni, Théodora, ses parents et ses frère et sœurs s'installent à Saint-Cloud, en 1923. Logés dans une maison attenante à celle de la princesse Marie Bonaparte (épouse de Georges de Grèce), au no 5 de la rue du Mont-Valérien, les princes hellènes dépendent, durant sept ans, de la générosité de celle-ci,, et de deux autres tantes de Théodora : d'abord Nancy Stewart (épouse de Christophe de Grèce), puis surtout Edwina Ashley (épouse de Louis Mountbatten),. Marie Bonaparte finance ainsi les études de ses neveux tandis qu'Edwina Ashley prend l'habitude d'offrir à ses nièces ses vêtements « usagés »,. De fait, les parents des adolescentes n'ont plus guère de revenus et les enfants sont les témoins réguliers de leurs problèmes d'argent et de leur difficulté à maintenir une maison dont les domestiques aux origines diverses passent leur temps à se quereller.
Déchues de leur nationalité grecque après la proclamation de la République hellénique (en mars 1924), Théodora et sa famille reçoivent des passeports danois de leur cousin le roi Christian X,. Désormais en âge de se marier, la princesse et sa sœur Marguerite quittent régulièrement la France pour la Grande-Bretagne, où elles résident chez leur grand-mère maternelle, la marquise de Milford Haven. Avec leur tante Louise, qui remplace de plus en plus leur mère dans son rôle de chaperonne et de confidente, les deux jeunes filles assistent à la plupart des divertissements qui marquent la vie de la bonne société britannique durant les années 1920 : bals et thés dansants, anniversaires princiers et garden parties à Buckingham, matchs de criquets et courses de chevaux, etc. Les deux princesses profitent également de leurs séjours londoniens pour rendre visite à leur nombreuse parentèle, comme leur grand-mère paternelle, la reine Olga Constantinovna de Russie, qui est l'hôte régulière de la reine Alexandra à Sandringham. Cependant, l'absence de fortune des jeunes filles et leur situation d'exilées n'attirent guère les prétendants. Ainsi, en 1930, aucune d'entre elles n'a encore trouvé de fiancé. Cela ne les empêche pas de se réjouir du sort de leur tante Louise lorsque celle-ci est demandée en mariage par le futur Gustave VI Adolphe de Suède, en juin 1923.

#### L'internement de la princesse Alice et le mariage des sœurs de Théodora

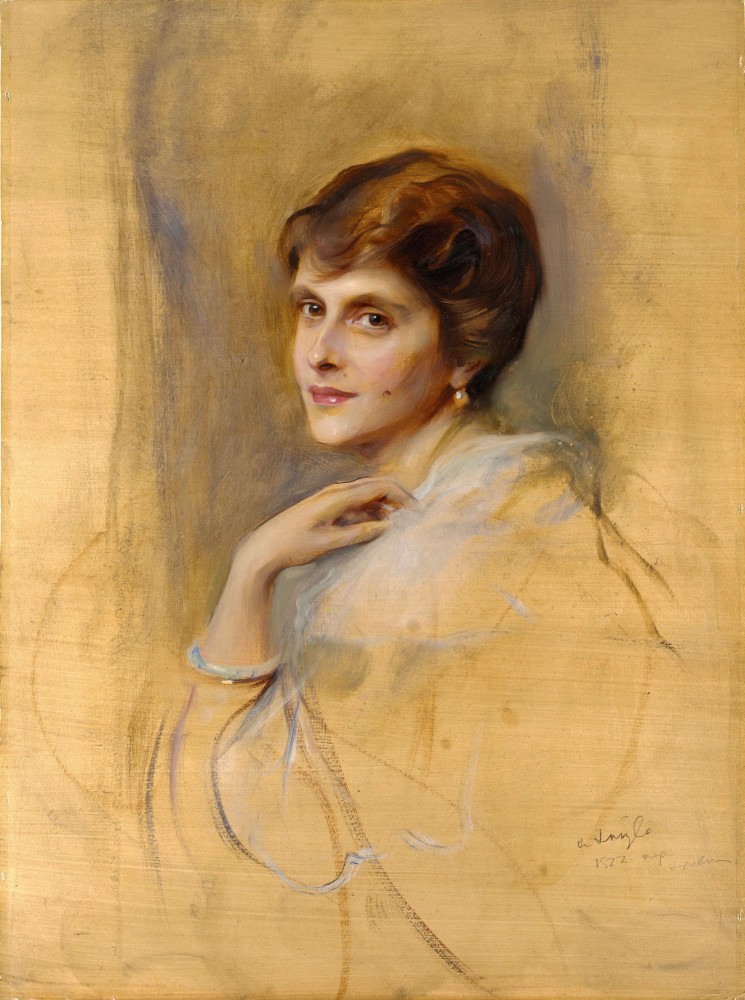
La princesse Alice par Philip de László (1922).

Théodora, Marguerite et Philippe passent l'été 1928 en Roumanie. Invités par la princesse Hélène de Grèce, dont le fils Michel Ier a le même âge que Philippe, les deux jeunes filles et leur petit frère séjournent plusieurs semaines à Sinaïa,. À l'époque, le régent Nicolas de Roumanie est encore célibataire et Hélène aimerait le voir épouser l'une de ses proches, mais ses projets pour son beau-frère n'aboutissent à rien.
Quelques mois après ce voyage, Alice de Battenberg commence à souffrir de problèmes psychologiques. Frappée par une crise mystique, la princesse se persuade qu'elle possède des pouvoirs de guérison. Elle se prend ensuite pour une sainte et se déclare bientôt la fiancée de Jésus. Désemparé par la situation, le père de Théodora prend finalement la décision de faire interner son épouse. Il profite alors du séjour de sa famille à Darmstadt, en Allemagne, en avril 1930, pour envoyer Alice dans un hôpital psychiatrique situé à Kreuzlingen, en Suisse.
Dans les mois qui suivent ce malheureux événement, les trois sœurs de Théodora se marient successivement à des princes allemands,, : Sophie avec Christophe de Hesse-Cassel en décembre 1930 ; Cécile avec Georges-Donatus de Hesse-Darmstadt en février 1931 et Marguerite avec Gottfried de Hohenlohe-Langenbourg en avril 1931. Théodora est ainsi la dernière des quatre à rester célibataire.

### Installation en Allemagne

#### Mariage et installation à Salem

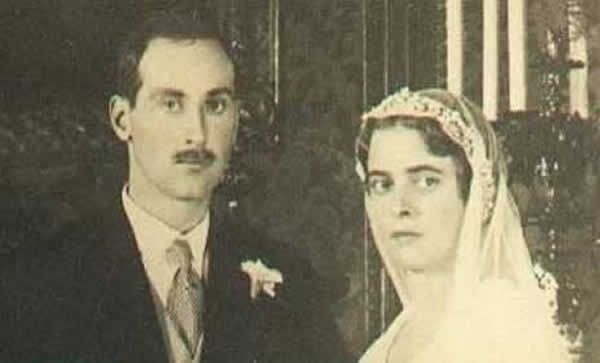
Berthold et Théodora lors de leur mariage (1931).

En juin 1931, Théodora se fiance au margrave Berthold de Bade. Fils du dernier chancelier de l'Empire allemand et héritier du grand-duché de Bade depuis novembre 1929, le jeune homme est à la tête d'une fortune conséquente. Homme de culture, il vit à Salem, où son père a fondé une école avec l'aide de son secrétaire, Kurt Hahn, en 1920,,. Le 17 août 1931, Théodora et Berthold s'unissent, au cours de deux cérémonies luthérienne et orthodoxe, au Neues Schloss de Baden-Baden, ce qui donne lieu à une grande réunion familiale, à laquelle Alice de Battenberg ne peut assister,,. Après la cérémonie, les jeunes mariés se rendent en lune de miel à Capri, en Italie, où ils sont les hôtes du poète suédois Axel Munthe.
De retour en Allemagne, le couple s'installe au château de Salem, une ancienne abbaye cistercienne transformée en résidence princière après sa sécularisation en 1803,,,. Le margrave et la margravine ne tardent pas y donner naissance à trois enfants : Marguerite (née en 1932), Maximilien (né en 1933) et Louis (né en 1937),. Préoccupée par le sort de sa mère, Théodora lui rend plusieurs fois visite à Kreuzlingen, mais la princesse ne reçoit pas toujours sa fille chaleureusement. Consciente que son petit frère vit une existence chaotique depuis l'internement de leur mère, Théodora obtient par ailleurs que Philippe soit scolarisé à Salem et qu'il vienne vivre auprès d'elle et de son époux, en 1933,,. La montée du nazisme en Allemagne la conduit cependant à revenir sur sa décision et à renvoyer l'adolescent au Royaume-Uni, où il intègre finalement Gordonstoun en 1934,.
Au fil des années, Théodora accueille plusieurs membres de sa famille à Salem. La marquise de Milford Haven séjourne ainsi à plusieurs reprises chez sa petite-fille, tout comme le prince André. La princesse reçoit aussi sa mère, une fois celle-ci remise de ses problèmes de santé, et ses sœurs. Cécile de Grèce effectue ainsi une dernière visite à Salem en juillet 1937, avant de trouver la mort dans un accident d'avion avec ses proches le 16 novembre 1937.

#### Bouleversements politiques

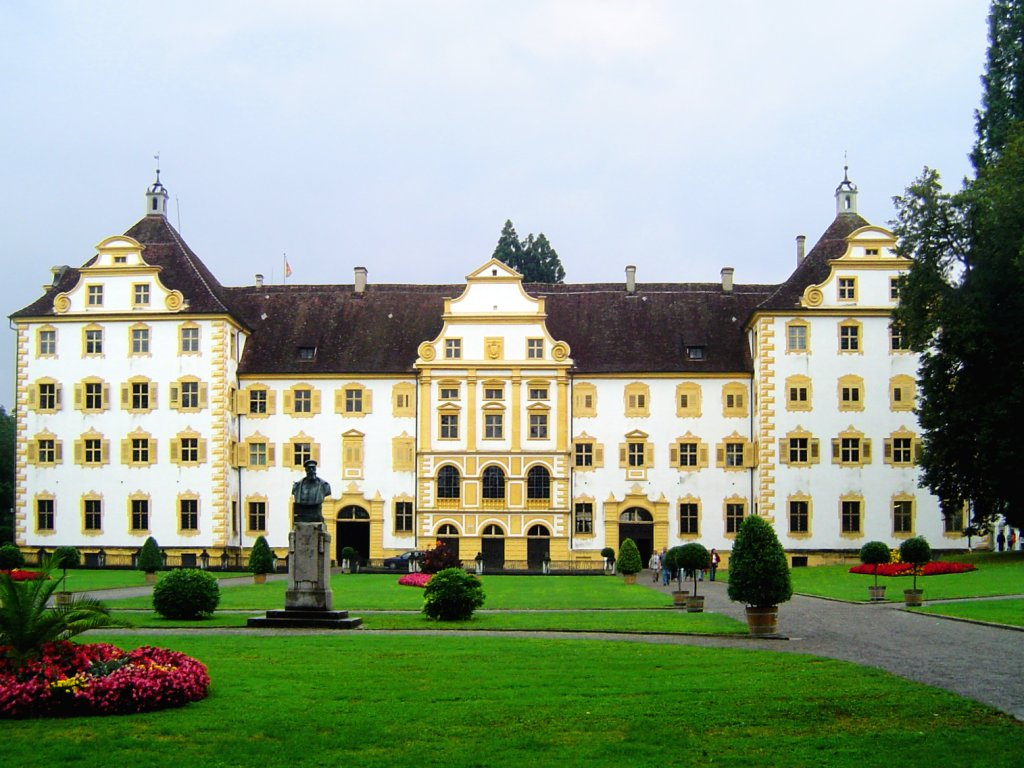
Le château-école de Salem (2005).

Alors que plusieurs de leurs proches, comme les princesses Cécile, et Marguerite de Grèce (sœurs de Théodora) et Marie-Alexandra de Bade (sœur de Berthold), rejoignent progressivement le parti nazi, le margrave et la margravine de Bade gardent leurs distances avec le Troisième Reich,. Peu après l'instauration de sa dictature, Adolf Hitler fait en effet arrêter Kurt Hahn, dont il méprise les origines juives. Libéré grâce à l'intervention du gouvernement britannique, le pédagogue est cependant écarté de la direction de Salem et doit trouver refuge au Royaume-Uni,. En dépit de ces événements, Berthold obtient des autorités allemandes l'autorisation de maintenir son école ouverte. Jouissant d'une relative autonomie jusqu'en 1941, l'institution subit néanmoins un processus de nazification qui l'éloigne de ses valeurs initiales,,.
Tandis que l'Allemagne sombre dans la dictature, la République hellénique est renversée par le général Kondylis et le roi Georges II (cousin de Théodora) est rappelé sur le trône en novembre 1935,,. Quelques mois plus tard, la sentence de bannissement émise contre le prince André en 1922 est levée, ce qui lui permet de séjourner à nouveau dans son pays,. Cible régulière de la presse hellène, le prince fait cependant le choix de rester vivre à l'étranger durant l'essentiel de l'année. Éloignée de son époux depuis son internement, la princesse Alice fait quant à elle le choix de rentrer vivre à Athènes, où elle s'installe en novembre 1938. Entre-temps, Théodora est, elle aussi, revenue séjourner en Grèce avec Berthold à l'occasion du mariage du diadoque Paul avec Frederika de Hanovre, en janvier 1938,.

#### La Seconde Guerre mondiale et ses conséquences

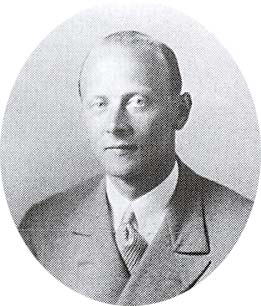
Beau-frère de Théodora, Christophe de Hesse-Cassel meurt en 1943.

Engagé dans la Wehrmacht peu après le déclenchement de la Seconde Guerre mondiale, l'époux de Théodora est grièvement blessé à la jambe pendant la bataille de France, en 1940,. Soigné à Giessen, il revient ensuite à Salem, où il passe la durée du conflit avec sa femme et leurs enfants, sans connaître trop de privations,. Tandis que Théodora s'engage auprès de la Croix-Rouge et d'autres organisations de bienfaisance, Berthold de Bade participe à des actions plus risquées, en venant à cacher des juifs dans son château,.
Affectée par l'occupation de la Grèce par les nazis, Théodora est coupée d'une grande partie de sa famille à cause du conflit. Son père, le prince André, se retrouve en effet isolé sur la côte d'Azur et les contacts avec lui sont difficiles. Quant à sa mère, elle passe la guerre à Athènes, mais parvient à rendre quelques visites à ses filles en 1940, en 1942 et en 1944,,. À cela s'ajoute l'angoisse de savoir ses beaux-frères Christophe de Hesse-Cassel et Gottfried de Hohenlohe-Langenbourg et son frère Philippe de Grèce combattre dans des camps opposés.
De fait, la guerre amène son lot de drames parmi les proches de Théodora. En octobre 1943, l'époux de Sophie de Grèce trouve la mort dans un accident d'avion alors qu'il survole les Apennins,,. Quelques mois plus tard, en janvier 1944, Marie-Alexandra de Bade, sœur unique de Berthold, périt écrasée sous les décombres d'un immeuble lors d'un bombardement américain sur Francfort,. Enfin, en décembre 1944, le prince André meurt à Monaco sans avoir pu revoir ses enfants,,. Ces événements affectent grandement Théodora, qui traverse alors une période de dépression.

### L'Après-guerre

#### L'occupation de l'Allemagne et la mise à l'écart des sœurs de Philippe
La défaite de l'Allemagne et son occupation par les Alliés amènent de nouveaux bouleversements dans la vie des anciennes familles princières allemandes, dont plusieurs représentants (comme Hermine Reuss zu Greiz, Joachim-Ernest d'Anhalt ou Georges de Saxe-Meiningen) périssent aux mains des Soviétiques. Le Pays de Bade étant placé sous administration de la France et des États-Unis,, Berthold et Théodora ne sont cependant pas menacés et le margrave ne tarde pas à retrouver un rôle social de premier plan. Berthold peut ainsi rouvrir l'école de Salem, dont il confie la direction à son cousin, le prince Georges-Guillaume de Hanovre, en 1948,,. Deux ans auparavant, ce dernier a épousé la princesse Sophie de Grèce (veuve depuis 1943),,,, et l'installation du couple à Salem permet à Théodora de maintenir des liens étroits avec sa sœur.

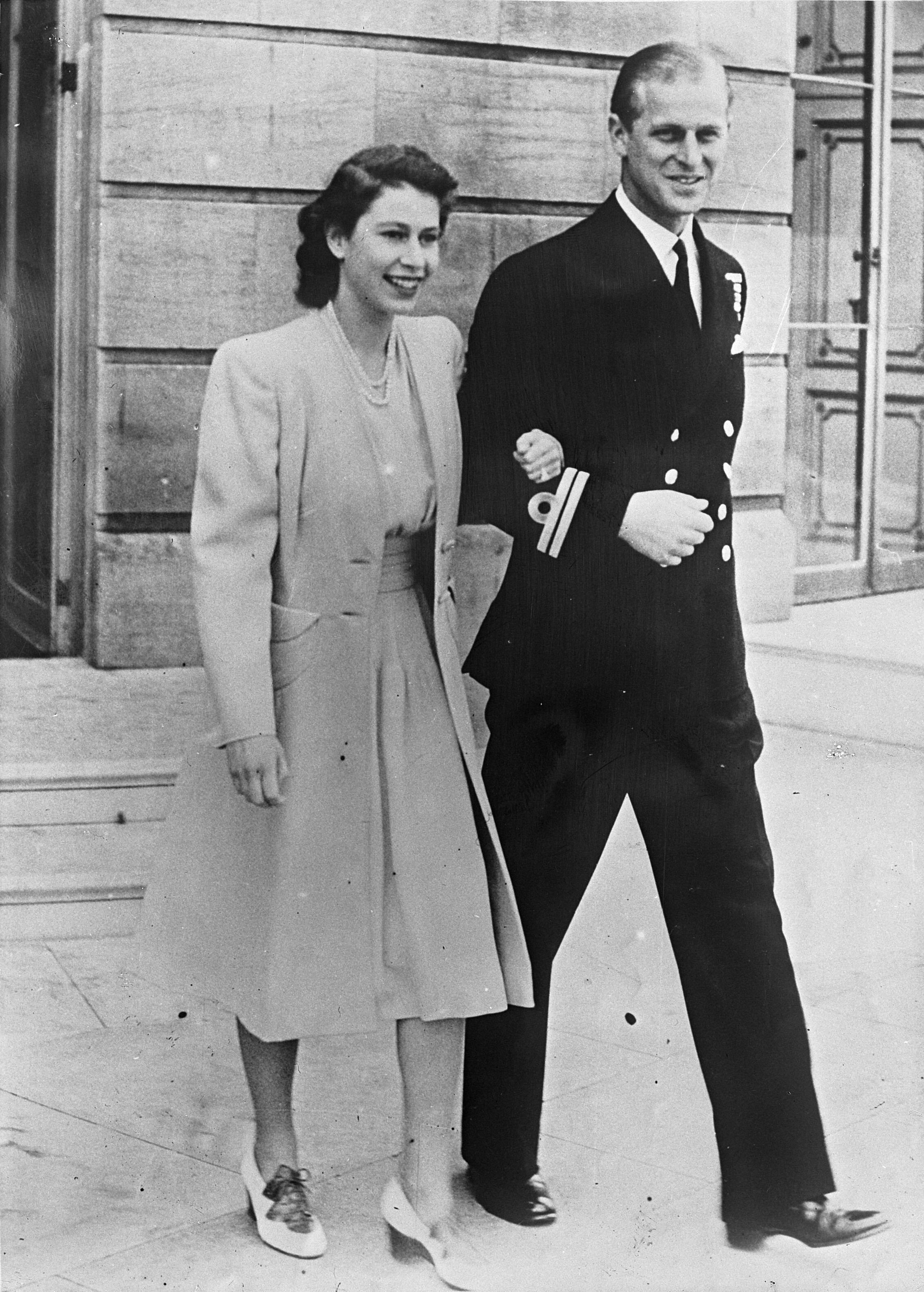
Élisabeth et Philippe en 1947.

Les relations de Théodora avec son frère Philippe sont, par contre, plus compliquées. Depuis 1939, celui-ci entretient une idylle avec la princesse héritière Élisabeth du Royaume-Uni,, et les deux jeunes gens se fiancent officiellement le 10 juillet 1947. Les préparatifs du mariage commencent aussitôt,,. Cependant, les liens familiaux du jeune homme avec l'Allemagne effraient la Cour et le gouvernement britanniques, qui craignent à la fois de voir rappeler à l'opinion publique les origines germaniques des Windsor et d'associer publiquement la famille royale à d'anciens membres du parti nazi,,,.
Philippe se retrouve alors dans l'incapacité d'inviter ses sœurs à son mariage. Conscientes des difficultés auxquelles leur frère doit faire face, Théodora, Marguerite et Sophie considèrent leur mise à l'écart comme un mal nécessaire. Malgré tout, les princesses ressentent comme un camouflet l'invitation à la cérémonie de leurs cousines, la reine-mère de Roumanie et la duchesse d'Aoste, toutes deux ressortissantes de pays alliés au Troisième Reich durant la Seconde Guerre mondiale,,,.
Harcelées par la presse, qui multiplie les demandes d'interviews auprès d'elles, Théodora et ses sœurs passent la journée du 20 novembre 1947 au château de Marienburg avec leurs familles. Invitées par le duc et la duchesse de Brunswick (parents de Georges-Guillaume de Hanovre), elles y fêtent l'union de leur frère en compagnie de leur cousine Élisabeth de Grèce et du grand-duc et de la grande-duchesse de Hesse-Darmstadt. Quelques jours plus tard, les princesses grecques reçoivent la visite de la reine des Hellènes Frederika (venue leur apporter une lettre d'Alice de Battenberg leur décrivant en détails le mariage) et de la duchesse de Kent.

#### Une progressive réintégration au sein du monde des familles royales

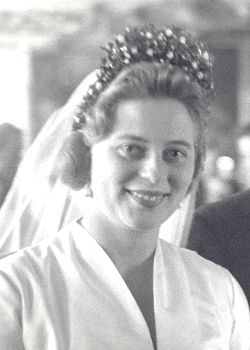
La princesse Marguerite de Bade à son mariage (1957).

Une fois la monarchie restaurée en Grèce en 1946, Théodora et son époux sont régulièrement conviés à Athènes. Le couple fait ainsi partie des nombreuses personnalités invitées par Paul Ier et Frederika à participer à la « croisière des rois » (1954), et aux festivités du centenaire de la dynastie hellène (1963). Théodora et les siens sont également conviés à Athènes à l'occasion des mariages de la princesse Sophie avec l'infant Juan Carlos d'Espagne (1962), et du roi Constantin II avec la princesse Anne-Marie de Danemark (1964).
Au début des années 1950, les relations entre les Windsor et leur parentèle allemande se normalisent à leur tour. Théodora, ses sœurs, leurs époux et une partie de leurs enfants sont ainsi conviés au couronnement de la reine Élisabeth II, en 1953,,,. Au fil des années, Théodora noue une relation étroite avec la souveraine britannique, qui en vient à la considérer comme sa belle-sœur préférée, si l'on en croit le biographe espagnol Ricardo Mateos Sainz de Medrano.
Le margrave et la margravine de Bade invitent, eux aussi, régulièrement leur famille dans leur résidence, à Salem. Le mariage de leur fille Marguerite avec le prince Tomislav de Yougoslavie, en 1957,,, et de leur fils Maximilien avec l'archiduchesse Valérie de Habsbourg-Toscane, en 1966, sont ainsi l'occasion de grandes réunions du gotha européen. En 1965, Théodora organise, par ailleurs, une grande réception à Salem à l'occasion du voyage officiel de la reine Élisabeth II et du prince Philippe en Allemagne de l'Ouest.

### Dernières années
À la fin des années 1940, Théodora commence à souffrir de problèmes cardiaques,. Le temps passant, sa santé se dégrade et elle apparaît très diminuée au mariage de Juan Carlos et Sophie (1962). La princesse alterne alors des moments où elle a le plus grand mal à parler ou à marcher et des périodes où elle se sent tout à fait bien. Incapable d'anticiper ses prochaines crises, elle doit se déplacer à l'aide d'une canne en permanence,. Contrainte de se faire arracher toutes les dents, elle acquiert un sourire étrange, auquel sa mère peine à s'accoutumer.
Alors que la santé de son épouse se dégrade, Berthold de Bade est victime d'une crise cardiaque pendant un trajet en voiture avec son fils Louis, le 27 octobre 1963,. Bouleversée par la disparition de son mari, Théodora rentre alors précipitamment d'Italie, où elle était partie se reposer.
Les dernières années de la margravine sont assombries par la mise en place de la dictature des colonels en Grèce et par le départ en exil du roi Constantin II et de sa famille. Hospitalisée à la clinique du docteur Büdingen, à Constance, Théodora y meurt le 16 octobre 1969. Ses funérailles se déroulent à la nécropole de la famille de Bade, à Salem, en présence de nombreux membres du gotha, parmi lesquels le prince Charles du Royaume-Uni, mais pas le prince Philippe, alors en voyage officiel au Canada,.

## Dans la culture populaire
Une brève allusion à Théodora et Berthold de Bade est faite dans l'épisode « Chère Madame Kennedy » (saison 2, épisode 8) de la série américano-britannique The Crown (2017).

## Arbres généalogiques

### Quartiers de la princesse Théodora
|  |                                                                      |  |  |  |  |  |  |  |  |  |  |  |  |  |  |  |
|  | 16. Frédéric-Guillaume de Schleswig-Holstein-Sonderbourg-Glücksbourg |  |  |  |  |  |  |  |  |  |  |  |  |  |  |  |
|  |                                                                      |  |  |  |  |  |  |  |  |  |  |  |  |  |  |  |
|  |                                                                      |  |  |  |  |  |  |  |  |  |  |  |  |  |  |  |
|  | 8. Christian IX de Danemark                                          |  |  |  |  |  |  |  |  |  |  |  |  |  |  |  |
|  |                                                                      |  |  |  |  |  |  |  |  |  |  |  |  |  |  |  |
|  |                                                                      |  |  |  |  |  |  |  |  |  |  |  |  |  |  |  |
|  | 17. Louise-Caroline de Hesse-Cassel                                  |  |  |  |  |  |  |  |  |  |  |  |  |  |  |  |
|  |                                                                      |  |  |  |  |  |  |  |  |  |  |  |  |  |  |  |
|  |                                                                      |  |  |  |  |  |  |  |  |  |  |  |  |  |  |  |
|  | 4. Georges Ier de Grèce                                              |  |  |  |  |  |  |  |  |  |  |  |  |  |  |  |
|  |                                                                      |  |  |  |  |  |  |  |  |  |  |  |  |  |  |  |
|  |                                                                      |  |  |  |  |  |  |  |  |  |  |  |  |  |  |  |
|  | 18. Guillaume de Hesse-Cassel                                        |  |  |  |  |  |  |  |  |  |  |  |  |  |  |  |
|  |                                                                      |  |  |  |  |  |  |  |  |  |  |  |  |  |  |  |
|  |                                                                      |  |  |  |  |  |  |  |  |  |  |  |  |  |  |  |
|  | 9. Louise de Hesse-Cassel                                            |  |  |  |  |  |  |  |  |  |  |  |  |  |  |  |
|  |                                                                      |  |  |  |  |  |  |  |  |  |  |  |  |  |  |  |
|  |                                                                      |  |  |  |  |  |  |  |  |  |  |  |  |  |  |  |
|  | 19. Louise-Charlotte de Danemark                                     |  |  |  |  |  |  |  |  |  |  |  |  |  |  |  |
|  |                                                                      |  |  |  |  |  |  |  |  |  |  |  |  |  |  |  |
|  |                                                                      |  |  |  |  |  |  |  |  |  |  |  |  |  |  |  |
|  | 2. André de Grèce                                                    |  |  |  |  |  |  |  |  |  |  |  |  |  |  |  |
|  |                                                                      |  |  |  |  |  |  |  |  |  |  |  |  |  |  |  |
|  |                                                                      |  |  |  |  |  |  |  |  |  |  |  |  |  |  |  |
|  | 20. Nicolas Ier de Russie                                            |  |  |  |  |  |  |  |  |  |  |  |  |  |  |  |
|  |                                                                      |  |  |  |  |  |  |  |  |  |  |  |  |  |  |  |
|  |                                                                      |  |  |  |  |  |  |  |  |  |  |  |  |  |  |  |
|  | 10. Constantin Nikolaïevitch de Russie                               |  |  |  |  |  |  |  |  |  |  |  |  |  |  |  |
|  |                                                                      |  |  |  |  |  |  |  |  |  |  |  |  |  |  |  |
|  |                                                                      |  |  |  |  |  |  |  |  |  |  |  |  |  |  |  |
|  | 21. Charlotte de Prusse                                              |  |  |  |  |  |  |  |  |  |  |  |  |  |  |  |
|  |                                                                      |  |  |  |  |  |  |  |  |  |  |  |  |  |  |  |
|  |                                                                      |  |  |  |  |  |  |  |  |  |  |  |  |  |  |  |
|  | 5. Olga Constantinovna de Russie                                     |  |  |  |  |  |  |  |  |  |  |  |  |  |  |  |
|  |                                                                      |  |  |  |  |  |  |  |  |  |  |  |  |  |  |  |
|  |                                                                      |  |  |  |  |  |  |  |  |  |  |  |  |  |  |  |
|  | 22. Joseph de Saxe-Altenbourg                                        |  |  |  |  |  |  |  |  |  |  |  |  |  |  |  |
|  |                                                                      |  |  |  |  |  |  |  |  |  |  |  |  |  |  |  |
|  |                                                                      |  |  |  |  |  |  |  |  |  |  |  |  |  |  |  |
|  | 11. Alexandra de Saxe-Altenbourg                                     |  |  |  |  |  |  |  |  |  |  |  |  |  |  |  |
|  |                                                                      |  |  |  |  |  |  |  |  |  |  |  |  |  |  |  |
|  |                                                                      |  |  |  |  |  |  |  |  |  |  |  |  |  |  |  |
|  | 23. Amélie de Wurtemberg                                             |  |  |  |  |  |  |  |  |  |  |  |  |  |  |  |
|  |                                                                      |  |  |  |  |  |  |  |  |  |  |  |  |  |  |  |
|  |                                                                      |  |  |  |  |  |  |  |  |  |  |  |  |  |  |  |
|  | 1. Théodora de Grèce                                                 |  |  |  |  |  |  |  |  |  |  |  |  |  |  |  |
|  |                                                                      |  |  |  |  |  |  |  |  |  |  |  |  |  |  |  |
|  |                                                                      |  |  |  |  |  |  |  |  |  |  |  |  |  |  |  |
|  | 24. Louis II de Hesse-Darmstadt                                      |  |  |  |  |  |  |  |  |  |  |  |  |  |  |  |
|  |                                                                      |  |  |  |  |  |  |  |  |  |  |  |  |  |  |  |
|  |                                                                      |  |  |  |  |  |  |  |  |  |  |  |  |  |  |  |
|  | 12. Alexandre de Hesse-Darmstadt                                     |  |  |  |  |  |  |  |  |  |  |  |  |  |  |  |
|  |                                                                      |  |  |  |  |  |  |  |  |  |  |  |  |  |  |  |
|  |                                                                      |  |  |  |  |  |  |  |  |  |  |  |  |  |  |  |
|  | 25. Wilhelmine de Bade                                               |  |  |  |  |  |  |  |  |  |  |  |  |  |  |  |
|  |                                                                      |  |  |  |  |  |  |  |  |  |  |  |  |  |  |  |
|  |                                                                      |  |  |  |  |  |  |  |  |  |  |  |  |  |  |  |
|  | 6. Louis de Battenberg                                               |  |  |  |  |  |  |  |  |  |  |  |  |  |  |  |
|  |                                                                      |  |  |  |  |  |  |  |  |  |  |  |  |  |  |  |
|  |                                                                      |  |  |  |  |  |  |  |  |  |  |  |  |  |  |  |
|  | 26. Maurycy Hauke                                                    |  |  |  |  |  |  |  |  |  |  |  |  |  |  |  |
|  |                                                                      |  |  |  |  |  |  |  |  |  |  |  |  |  |  |  |
|  |                                                                      |  |  |  |  |  |  |  |  |  |  |  |  |  |  |  |
|  | 13. Julie von Hauke                                                  |  |  |  |  |  |  |  |  |  |  |  |  |  |  |  |
|  |                                                                      |  |  |  |  |  |  |  |  |  |  |  |  |  |  |  |
|  |                                                                      |  |  |  |  |  |  |  |  |  |  |  |  |  |  |  |
|  | 27. Sophie Lafontaine                                                |  |  |  |  |  |  |  |  |  |  |  |  |  |  |  |
|  |                                                                      |  |  |  |  |  |  |  |  |  |  |  |  |  |  |  |
|  |                                                                      |  |  |  |  |  |  |  |  |  |  |  |  |  |  |  |
|  | 3. Alice de Battenberg                                               |  |  |  |  |  |  |  |  |  |  |  |  |  |  |  |
|  |                                                                      |  |  |  |  |  |  |  |  |  |  |  |  |  |  |  |
|  |                                                                      |  |  |  |  |  |  |  |  |  |  |  |  |  |  |  |
|  | 28. Charles de Hesse-Darmstadt                                       |  |  |  |  |  |  |  |  |  |  |  |  |  |  |  |
|  |                                                                      |  |  |  |  |  |  |  |  |  |  |  |  |  |  |  |
|  |                                                                      |  |  |  |  |  |  |  |  |  |  |  |  |  |  |  |
|  | 14. Louis IV de Hesse-Darmstadt                                      |  |  |  |  |  |  |  |  |  |  |  |  |  |  |  |
|  |                                                                      |  |  |  |  |  |  |  |  |  |  |  |  |  |  |  |
|  |                                                                      |  |  |  |  |  |  |  |  |  |  |  |  |  |  |  |
|  | 29. Élisabeth de Prusse                                              |  |  |  |  |  |  |  |  |  |  |  |  |  |  |  |
|  |                                                                      |  |  |  |  |  |  |  |  |  |  |  |  |  |  |  |
|  |                                                                      |  |  |  |  |  |  |  |  |  |  |  |  |  |  |  |
|  | 7. Victoria de Hesse-Darmstadt                                       |  |  |  |  |  |  |  |  |  |  |  |  |  |  |  |
|  |                                                                      |  |  |  |  |  |  |  |  |  |  |  |  |  |  |  |
|  |                                                                      |  |  |  |  |  |  |  |  |  |  |  |  |  |  |  |
|  | 30. Albert de Saxe-Cobourg-Gotha                                     |  |  |  |  |  |  |  |  |  |  |  |  |  |  |  |
|  |                                                                      |  |  |  |  |  |  |  |  |  |  |  |  |  |  |  |
|  |                                                                      |  |  |  |  |  |  |  |  |  |  |  |  |  |  |  |
|  | 15. Alice du Royaume-Uni                                             |  |  |  |  |  |  |  |  |  |  |  |  |  |  |  |
|  |                                                                      |  |  |  |  |  |  |  |  |  |  |  |  |  |  |  |
|  |                                                                      |  |  |  |  |  |  |  |  |  |  |  |  |  |  |  |
|  | 31. Victoria du Royaume-Uni                                          |  |  |  |  |  |  |  |  |  |  |  |  |  |  |  |
|  |                                                                      |  |  |  |  |  |  |  |  |  |  |  |  |  |  |  |
|  |                                                                      |  |  |  |  |  |  |  |  |  |  |  |  |  |  |  |

### Théodora et Berthold dans l'Europe des rois et des princes
|  |  |                                                                |                                                                |                                                                |                                                                | Christian IX, Roi de Danemark ∞ Louise, Pcesse de Hesse-Cassel | Christian IX, Roi de Danemark ∞ Louise, Pcesse de Hesse-Cassel | Christian IX, Roi de Danemark ∞ Louise, Pcesse de Hesse-Cassel | Christian IX, Roi de Danemark ∞ Louise, Pcesse de Hesse-Cassel | Christian IX, Roi de Danemark ∞ Louise, Pcesse de Hesse-Cassel | Christian IX, Roi de Danemark ∞ Louise, Pcesse de Hesse-Cassel |                                                    |                                                    |                                                    |                                                    |  |  |                                                                           |                                                                           |                                                                           |                                                                           | Alexandre, Pce de Hesse-Darmstadt ∞ Julie, Pcesse de Battenberg           | Alexandre, Pce de Hesse-Darmstadt ∞ Julie, Pcesse de Battenberg           | Alexandre, Pce de Hesse-Darmstadt ∞ Julie, Pcesse de Battenberg | Alexandre, Pce de Hesse-Darmstadt ∞ Julie, Pcesse de Battenberg | Alexandre, Pce de Hesse-Darmstadt ∞ Julie, Pcesse de Battenberg | Alexandre, Pce de Hesse-Darmstadt ∞ Julie, Pcesse de Battenberg |                                                           |                                                           |                                                           |                                                           |                                                                    |                                                                    |                                                                    |                                                                    |                                                                    |                                                                    |                                                          |                                                          |                                                        |                                                        |                                                                 |                                                                 |                                                                 |                                                                 |                                                                 |                                                                 | Léopold Ier, Gd-duc de Bade ∞ Sophie, Pcesse de Suède | Léopold Ier, Gd-duc de Bade ∞ Sophie, Pcesse de Suède | Léopold Ier, Gd-duc de Bade ∞ Sophie, Pcesse de Suède | Léopold Ier, Gd-duc de Bade ∞ Sophie, Pcesse de Suède | Léopold Ier, Gd-duc de Bade ∞ Sophie, Pcesse de Suède | Léopold Ier, Gd-duc de Bade ∞ Sophie, Pcesse de Suède |                                                       |                                                       |                                                         |                                                         |                                                             |                                                             |                                                             |                                                             |                                                             |                                                             |  |  |                                                         |                                                         |                                                         |                                                         |                                                         |                                                         |  |  |  |  |  |  |  |  |  |  |  |  |  |  |  |  |  |  |  |  |  |  |  |  |  |  |  |  |  |  |  |  |  |  |  |  |  |  |  |  |  |  |  |  |
|  |  |                                                                |                                                                |                                                                |                                                                | Christian IX, Roi de Danemark ∞ Louise, Pcesse de Hesse-Cassel | Christian IX, Roi de Danemark ∞ Louise, Pcesse de Hesse-Cassel | Christian IX, Roi de Danemark ∞ Louise, Pcesse de Hesse-Cassel | Christian IX, Roi de Danemark ∞ Louise, Pcesse de Hesse-Cassel | Christian IX, Roi de Danemark ∞ Louise, Pcesse de Hesse-Cassel | Christian IX, Roi de Danemark ∞ Louise, Pcesse de Hesse-Cassel |                                                    |                                                    |                                                    |                                                    |  |  |                                                                           |                                                                           |                                                                           |                                                                           | Alexandre, Pce de Hesse-Darmstadt ∞ Julie, Pcesse de Battenberg           | Alexandre, Pce de Hesse-Darmstadt ∞ Julie, Pcesse de Battenberg           | Alexandre, Pce de Hesse-Darmstadt ∞ Julie, Pcesse de Battenberg | Alexandre, Pce de Hesse-Darmstadt ∞ Julie, Pcesse de Battenberg | Alexandre, Pce de Hesse-Darmstadt ∞ Julie, Pcesse de Battenberg | Alexandre, Pce de Hesse-Darmstadt ∞ Julie, Pcesse de Battenberg |                                                           |                                                           |                                                           |                                                           |                                                                    |                                                                    |                                                                    |                                                                    |                                                                    |                                                                    |                                                          |                                                          |                                                        |                                                        |                                                                 |                                                                 |                                                                 |                                                                 |                                                                 |                                                                 | Léopold Ier, Gd-duc de Bade ∞ Sophie, Pcesse de Suède | Léopold Ier, Gd-duc de Bade ∞ Sophie, Pcesse de Suède | Léopold Ier, Gd-duc de Bade ∞ Sophie, Pcesse de Suède | Léopold Ier, Gd-duc de Bade ∞ Sophie, Pcesse de Suède | Léopold Ier, Gd-duc de Bade ∞ Sophie, Pcesse de Suède | Léopold Ier, Gd-duc de Bade ∞ Sophie, Pcesse de Suède |                                                       |                                                       |                                                         |                                                         |                                                             |                                                             |                                                             |                                                             |                                                             |                                                             |  |  |                                                         |                                                         |                                                         |                                                         |                                                         |                                                         |  |  |  |  |  |  |  |  |  |  |  |  |  |  |  |  |  |  |  |  |  |  |  |  |  |  |  |  |  |  |  |  |  |  |  |  |  |  |  |  |  |  |  |  |
|  |  |                                                                |                                                                |                                                                |                                                                |                                                                |                                                                |                                                                |                                                                |                                                                |                                                                |                                                    |                                                    |                                                    |                                                    |  |  |                                                                           |                                                                           |                                                                           |                                                                           |                                                                           |                                                                           |                                                                 |                                                                 |                                                                 |                                                                 |                                                           |                                                           |                                                           |                                                           |                                                                    |                                                                    |                                                                    |                                                                    |                                                                    |                                                                    |                                                          |                                                          |                                                        |                                                        |                                                                 |                                                                 |                                                                 |                                                                 |                                                                 |                                                                 |                                                       |                                                       |                                                       |                                                       |                                                       |                                                       |                                                       |                                                       |                                                         |                                                         |                                                             |                                                             |                                                             |                                                             |                                                             |                                                             |  |  |                                                         |                                                         |                                                         |                                                         |                                                         |                                                         |  |  |  |  |  |  |  |  |  |  |  |  |  |  |  |  |  |  |  |  |  |  |  |  |  |  |  |  |  |  |  |  |  |  |  |  |  |  |  |  |  |  |  |  |
|  |  |                                                                |                                                                |                                                                |                                                                | Georges Ier, Roi des Hellènes ∞ Olga, Gde-Dsse de Russie       | Georges Ier, Roi des Hellènes ∞ Olga, Gde-Dsse de Russie       | Georges Ier, Roi des Hellènes ∞ Olga, Gde-Dsse de Russie       | Georges Ier, Roi des Hellènes ∞ Olga, Gde-Dsse de Russie       | Georges Ier, Roi des Hellènes ∞ Olga, Gde-Dsse de Russie       | Georges Ier, Roi des Hellènes ∞ Olga, Gde-Dsse de Russie       |                                                    |                                                    |                                                    |                                                    |  |  |                                                                           |                                                                           |                                                                           |                                                                           | Louis, Pce de Battenberg ∞ Victoria, Pcesse de Hesse-Darmstadt            | Louis, Pce de Battenberg ∞ Victoria, Pcesse de Hesse-Darmstadt            | Louis, Pce de Battenberg ∞ Victoria, Pcesse de Hesse-Darmstadt  | Louis, Pce de Battenberg ∞ Victoria, Pcesse de Hesse-Darmstadt  | Louis, Pce de Battenberg ∞ Victoria, Pcesse de Hesse-Darmstadt  | Louis, Pce de Battenberg ∞ Victoria, Pcesse de Hesse-Darmstadt  |                                                           |                                                           |                                                           |                                                           | Alexandrine, Pcesse de Bade ∞ Ernest II, Duc de Saxe-Cobourg-Gotha | Alexandrine, Pcesse de Bade ∞ Ernest II, Duc de Saxe-Cobourg-Gotha | Alexandrine, Pcesse de Bade ∞ Ernest II, Duc de Saxe-Cobourg-Gotha | Alexandrine, Pcesse de Bade ∞ Ernest II, Duc de Saxe-Cobourg-Gotha | Alexandrine, Pcesse de Bade ∞ Ernest II, Duc de Saxe-Cobourg-Gotha | Alexandrine, Pcesse de Bade ∞ Ernest II, Duc de Saxe-Cobourg-Gotha |                                                          |                                                          | Guillaume, Pce de Bade ∞ Marie, Pcesse de Leuchtenberg | Guillaume, Pce de Bade ∞ Marie, Pcesse de Leuchtenberg | Guillaume, Pce de Bade ∞ Marie, Pcesse de Leuchtenberg          | Guillaume, Pce de Bade ∞ Marie, Pcesse de Leuchtenberg          | Guillaume, Pce de Bade ∞ Marie, Pcesse de Leuchtenberg          | Guillaume, Pce de Bade ∞ Marie, Pcesse de Leuchtenberg          |                                                                 |                                                                 | Marie, Pcesse de Bade ∞ Ernest, Pce de Leiningen      | Marie, Pcesse de Bade ∞ Ernest, Pce de Leiningen      | Marie, Pcesse de Bade ∞ Ernest, Pce de Leiningen      | Marie, Pcesse de Bade ∞ Ernest, Pce de Leiningen      | Marie, Pcesse de Bade ∞ Ernest, Pce de Leiningen      | Marie, Pcesse de Bade ∞ Ernest, Pce de Leiningen      |                                                       |                                                       | Frédéric Ier, Gd-duc de Bade ∞ Louise, Pcesse de Prusse | Frédéric Ier, Gd-duc de Bade ∞ Louise, Pcesse de Prusse | Frédéric Ier, Gd-duc de Bade ∞ Louise, Pcesse de Prusse     | Frédéric Ier, Gd-duc de Bade ∞ Louise, Pcesse de Prusse     | Frédéric Ier, Gd-duc de Bade ∞ Louise, Pcesse de Prusse     | Frédéric Ier, Gd-duc de Bade ∞ Louise, Pcesse de Prusse     |                                                             |                                                             |  |  | Cécile, Pcesse de Bade ∞ Michel, Vice-roi du Caucase    | Cécile, Pcesse de Bade ∞ Michel, Vice-roi du Caucase    | Cécile, Pcesse de Bade ∞ Michel, Vice-roi du Caucase    | Cécile, Pcesse de Bade ∞ Michel, Vice-roi du Caucase    | Cécile, Pcesse de Bade ∞ Michel, Vice-roi du Caucase    | Cécile, Pcesse de Bade ∞ Michel, Vice-roi du Caucase    |  |  |  |  |  |  |  |  |  |  |  |  |  |  |  |  |  |  |  |  |  |  |  |  |  |  |  |  |  |  |  |  |  |  |  |  |  |  |  |  |  |  |  |  |
|  |  |                                                                |                                                                |                                                                |                                                                | Georges Ier, Roi des Hellènes ∞ Olga, Gde-Dsse de Russie       | Georges Ier, Roi des Hellènes ∞ Olga, Gde-Dsse de Russie       | Georges Ier, Roi des Hellènes ∞ Olga, Gde-Dsse de Russie       | Georges Ier, Roi des Hellènes ∞ Olga, Gde-Dsse de Russie       | Georges Ier, Roi des Hellènes ∞ Olga, Gde-Dsse de Russie       | Georges Ier, Roi des Hellènes ∞ Olga, Gde-Dsse de Russie       |                                                    |                                                    |                                                    |                                                    |  |  |                                                                           |                                                                           |                                                                           |                                                                           | Louis, Pce de Battenberg ∞ Victoria, Pcesse de Hesse-Darmstadt            | Louis, Pce de Battenberg ∞ Victoria, Pcesse de Hesse-Darmstadt            | Louis, Pce de Battenberg ∞ Victoria, Pcesse de Hesse-Darmstadt  | Louis, Pce de Battenberg ∞ Victoria, Pcesse de Hesse-Darmstadt  | Louis, Pce de Battenberg ∞ Victoria, Pcesse de Hesse-Darmstadt  | Louis, Pce de Battenberg ∞ Victoria, Pcesse de Hesse-Darmstadt  |                                                           |                                                           |                                                           |                                                           | Alexandrine, Pcesse de Bade ∞ Ernest II, Duc de Saxe-Cobourg-Gotha | Alexandrine, Pcesse de Bade ∞ Ernest II, Duc de Saxe-Cobourg-Gotha | Alexandrine, Pcesse de Bade ∞ Ernest II, Duc de Saxe-Cobourg-Gotha | Alexandrine, Pcesse de Bade ∞ Ernest II, Duc de Saxe-Cobourg-Gotha | Alexandrine, Pcesse de Bade ∞ Ernest II, Duc de Saxe-Cobourg-Gotha | Alexandrine, Pcesse de Bade ∞ Ernest II, Duc de Saxe-Cobourg-Gotha |                                                          |                                                          | Guillaume, Pce de Bade ∞ Marie, Pcesse de Leuchtenberg | Guillaume, Pce de Bade ∞ Marie, Pcesse de Leuchtenberg | Guillaume, Pce de Bade ∞ Marie, Pcesse de Leuchtenberg          | Guillaume, Pce de Bade ∞ Marie, Pcesse de Leuchtenberg          | Guillaume, Pce de Bade ∞ Marie, Pcesse de Leuchtenberg          | Guillaume, Pce de Bade ∞ Marie, Pcesse de Leuchtenberg          |                                                                 |                                                                 | Marie, Pcesse de Bade ∞ Ernest, Pce de Leiningen      | Marie, Pcesse de Bade ∞ Ernest, Pce de Leiningen      | Marie, Pcesse de Bade ∞ Ernest, Pce de Leiningen      | Marie, Pcesse de Bade ∞ Ernest, Pce de Leiningen      | Marie, Pcesse de Bade ∞ Ernest, Pce de Leiningen      | Marie, Pcesse de Bade ∞ Ernest, Pce de Leiningen      |                                                       |                                                       | Frédéric Ier, Gd-duc de Bade ∞ Louise, Pcesse de Prusse | Frédéric Ier, Gd-duc de Bade ∞ Louise, Pcesse de Prusse | Frédéric Ier, Gd-duc de Bade ∞ Louise, Pcesse de Prusse     | Frédéric Ier, Gd-duc de Bade ∞ Louise, Pcesse de Prusse     | Frédéric Ier, Gd-duc de Bade ∞ Louise, Pcesse de Prusse     | Frédéric Ier, Gd-duc de Bade ∞ Louise, Pcesse de Prusse     |                                                             |                                                             |  |  | Cécile, Pcesse de Bade ∞ Michel, Vice-roi du Caucase    | Cécile, Pcesse de Bade ∞ Michel, Vice-roi du Caucase    | Cécile, Pcesse de Bade ∞ Michel, Vice-roi du Caucase    | Cécile, Pcesse de Bade ∞ Michel, Vice-roi du Caucase    | Cécile, Pcesse de Bade ∞ Michel, Vice-roi du Caucase    | Cécile, Pcesse de Bade ∞ Michel, Vice-roi du Caucase    |  |  |  |  |  |  |  |  |  |  |  |  |  |  |  |  |  |  |  |  |  |  |  |  |  |  |  |  |  |  |  |  |  |  |  |  |  |  |  |  |  |  |  |  |
|  |  |                                                                |                                                                |                                                                |                                                                |                                                                |                                                                |                                                                |                                                                |                                                                |                                                                |                                                    |                                                    |                                                    |                                                    |  |  |                                                                           |                                                                           |                                                                           |                                                                           |                                                                           |                                                                           |                                                                 |                                                                 |                                                                 |                                                                 |                                                           |                                                           |                                                           |                                                           |                                                                    |                                                                    |                                                                    |                                                                    |                                                                    |                                                                    |                                                          |                                                          |                                                        |                                                        |                                                                 |                                                                 |                                                                 |                                                                 |                                                                 |                                                                 |                                                       |                                                       |                                                       |                                                       |                                                       |                                                       |                                                       |                                                       |                                                         |                                                         |                                                             |                                                             |                                                             |                                                             |                                                             |                                                             |  |  |                                                         |                                                         |                                                         |                                                         |                                                         |                                                         |  |  |  |  |  |  |  |  |  |  |  |  |  |  |  |  |  |  |  |  |  |  |  |  |  |  |  |  |  |  |  |  |  |  |  |  |  |  |  |  |  |  |  |  |
|  |  | Constantin Ier, Roi des Hellènes ∞ Sophie, Pcesse de Prusse    | Constantin Ier, Roi des Hellènes ∞ Sophie, Pcesse de Prusse    | Constantin Ier, Roi des Hellènes ∞ Sophie, Pcesse de Prusse    | Constantin Ier, Roi des Hellènes ∞ Sophie, Pcesse de Prusse    | Constantin Ier, Roi des Hellènes ∞ Sophie, Pcesse de Prusse    | Constantin Ier, Roi des Hellènes ∞ Sophie, Pcesse de Prusse    |                                                                |                                                                | André, Pce de Grèce                                            | André, Pce de Grèce                                            | André, Pce de Grèce                                | André, Pce de Grèce                                | André, Pce de Grèce                                | André, Pce de Grèce                                |  |  | Alice, Pcesse de Battenberg                                               | Alice, Pcesse de Battenberg                                               | Alice, Pcesse de Battenberg                                               | Alice, Pcesse de Battenberg                                               | Alice, Pcesse de Battenberg                                               | Alice, Pcesse de Battenberg                                               |                                                                 |                                                                 | Louis, Vice-roi des Indes ∞ Edwina Ashley                       | Louis, Vice-roi des Indes ∞ Edwina Ashley                       | Louis, Vice-roi des Indes ∞ Edwina Ashley                 | Louis, Vice-roi des Indes ∞ Edwina Ashley                 | Louis, Vice-roi des Indes ∞ Edwina Ashley                 | Louis, Vice-roi des Indes ∞ Edwina Ashley                 |                                                                    |                                                                    | Max, Margrave de Bade ∞ Marie-Louise, Pcesse de Hanovre            | Max, Margrave de Bade ∞ Marie-Louise, Pcesse de Hanovre            | Max, Margrave de Bade ∞ Marie-Louise, Pcesse de Hanovre            | Max, Margrave de Bade ∞ Marie-Louise, Pcesse de Hanovre            | Max, Margrave de Bade ∞ Marie-Louise, Pcesse de Hanovre  | Max, Margrave de Bade ∞ Marie-Louise, Pcesse de Hanovre  |                                                        |                                                        | Marie, Pcesse de Bade ∞ Frédéric II, Duc d'Anhalt               | Marie, Pcesse de Bade ∞ Frédéric II, Duc d'Anhalt               | Marie, Pcesse de Bade ∞ Frédéric II, Duc d'Anhalt               | Marie, Pcesse de Bade ∞ Frédéric II, Duc d'Anhalt               | Marie, Pcesse de Bade ∞ Frédéric II, Duc d'Anhalt               | Marie, Pcesse de Bade ∞ Frédéric II, Duc d'Anhalt               |                                                       |                                                       | Frédéric II, Gd-duc de Bade ∞ Hilda, Pcesse de Nassau | Frédéric II, Gd-duc de Bade ∞ Hilda, Pcesse de Nassau | Frédéric II, Gd-duc de Bade ∞ Hilda, Pcesse de Nassau | Frédéric II, Gd-duc de Bade ∞ Hilda, Pcesse de Nassau | Frédéric II, Gd-duc de Bade ∞ Hilda, Pcesse de Nassau | Frédéric II, Gd-duc de Bade ∞ Hilda, Pcesse de Nassau |                                                         |                                                         | Victoria, Pcesse de Bade ∞ Gustave V, Roi de Suède          | Victoria, Pcesse de Bade ∞ Gustave V, Roi de Suède          | Victoria, Pcesse de Bade ∞ Gustave V, Roi de Suède          | Victoria, Pcesse de Bade ∞ Gustave V, Roi de Suède          | Victoria, Pcesse de Bade ∞ Gustave V, Roi de Suède          | Victoria, Pcesse de Bade ∞ Gustave V, Roi de Suède          |  |  | Michel, Gd-duc de Russie ∞ Sophie, Ctesse de Merenberg  | Michel, Gd-duc de Russie ∞ Sophie, Ctesse de Merenberg  | Michel, Gd-duc de Russie ∞ Sophie, Ctesse de Merenberg  | Michel, Gd-duc de Russie ∞ Sophie, Ctesse de Merenberg  | Michel, Gd-duc de Russie ∞ Sophie, Ctesse de Merenberg  | Michel, Gd-duc de Russie ∞ Sophie, Ctesse de Merenberg  |  |  |  |  |  |  |  |  |  |  |  |  |  |  |  |  |  |  |  |  |  |  |  |  |  |  |  |  |  |  |  |  |  |  |  |  |  |  |  |  |  |  |  |  |
|  |  | Constantin Ier, Roi des Hellènes ∞ Sophie, Pcesse de Prusse    | Constantin Ier, Roi des Hellènes ∞ Sophie, Pcesse de Prusse    | Constantin Ier, Roi des Hellènes ∞ Sophie, Pcesse de Prusse    | Constantin Ier, Roi des Hellènes ∞ Sophie, Pcesse de Prusse    | Constantin Ier, Roi des Hellènes ∞ Sophie, Pcesse de Prusse    | Constantin Ier, Roi des Hellènes ∞ Sophie, Pcesse de Prusse    |                                                                |                                                                | André, Pce de Grèce                                            | André, Pce de Grèce                                            | André, Pce de Grèce                                | André, Pce de Grèce                                | André, Pce de Grèce                                | André, Pce de Grèce                                |  |  | Alice, Pcesse de Battenberg                                               | Alice, Pcesse de Battenberg                                               | Alice, Pcesse de Battenberg                                               | Alice, Pcesse de Battenberg                                               | Alice, Pcesse de Battenberg                                               | Alice, Pcesse de Battenberg                                               |                                                                 |                                                                 | Louis, Vice-roi des Indes ∞ Edwina Ashley                       | Louis, Vice-roi des Indes ∞ Edwina Ashley                       | Louis, Vice-roi des Indes ∞ Edwina Ashley                 | Louis, Vice-roi des Indes ∞ Edwina Ashley                 | Louis, Vice-roi des Indes ∞ Edwina Ashley                 | Louis, Vice-roi des Indes ∞ Edwina Ashley                 |                                                                    |                                                                    | Max, Margrave de Bade ∞ Marie-Louise, Pcesse de Hanovre            | Max, Margrave de Bade ∞ Marie-Louise, Pcesse de Hanovre            | Max, Margrave de Bade ∞ Marie-Louise, Pcesse de Hanovre            | Max, Margrave de Bade ∞ Marie-Louise, Pcesse de Hanovre            | Max, Margrave de Bade ∞ Marie-Louise, Pcesse de Hanovre  | Max, Margrave de Bade ∞ Marie-Louise, Pcesse de Hanovre  |                                                        |                                                        | Marie, Pcesse de Bade ∞ Frédéric II, Duc d'Anhalt               | Marie, Pcesse de Bade ∞ Frédéric II, Duc d'Anhalt               | Marie, Pcesse de Bade ∞ Frédéric II, Duc d'Anhalt               | Marie, Pcesse de Bade ∞ Frédéric II, Duc d'Anhalt               | Marie, Pcesse de Bade ∞ Frédéric II, Duc d'Anhalt               | Marie, Pcesse de Bade ∞ Frédéric II, Duc d'Anhalt               |                                                       |                                                       | Frédéric II, Gd-duc de Bade ∞ Hilda, Pcesse de Nassau | Frédéric II, Gd-duc de Bade ∞ Hilda, Pcesse de Nassau | Frédéric II, Gd-duc de Bade ∞ Hilda, Pcesse de Nassau | Frédéric II, Gd-duc de Bade ∞ Hilda, Pcesse de Nassau | Frédéric II, Gd-duc de Bade ∞ Hilda, Pcesse de Nassau | Frédéric II, Gd-duc de Bade ∞ Hilda, Pcesse de Nassau |                                                         |                                                         | Victoria, Pcesse de Bade ∞ Gustave V, Roi de Suède          | Victoria, Pcesse de Bade ∞ Gustave V, Roi de Suède          | Victoria, Pcesse de Bade ∞ Gustave V, Roi de Suède          | Victoria, Pcesse de Bade ∞ Gustave V, Roi de Suède          | Victoria, Pcesse de Bade ∞ Gustave V, Roi de Suède          | Victoria, Pcesse de Bade ∞ Gustave V, Roi de Suède          |  |  | Michel, Gd-duc de Russie ∞ Sophie, Ctesse de Merenberg  | Michel, Gd-duc de Russie ∞ Sophie, Ctesse de Merenberg  | Michel, Gd-duc de Russie ∞ Sophie, Ctesse de Merenberg  | Michel, Gd-duc de Russie ∞ Sophie, Ctesse de Merenberg  | Michel, Gd-duc de Russie ∞ Sophie, Ctesse de Merenberg  | Michel, Gd-duc de Russie ∞ Sophie, Ctesse de Merenberg  |  |  |  |  |  |  |  |  |  |  |  |  |  |  |  |  |  |  |  |  |  |  |  |  |  |  |  |  |  |  |  |  |  |  |  |  |  |  |  |  |  |  |  |  |
|  |  |                                                                |                                                                |                                                                |                                                                |                                                                |                                                                |                                                                |                                                                |                                                                |                                                                |                                                    |                                                    |                                                    |                                                    |  |  |                                                                           |                                                                           |                                                                           |                                                                           |                                                                           |                                                                           |                                                                 |                                                                 |                                                                 |                                                                 |                                                           |                                                           |                                                           |                                                           |                                                                    |                                                                    |                                                                    |                                                                    |                                                                    |                                                                    |                                                          |                                                          |                                                        |                                                        |                                                                 |                                                                 |                                                                 |                                                                 |                                                                 |                                                                 |                                                       |                                                       |                                                       |                                                       |                                                       |                                                       |                                                       |                                                       |                                                         |                                                         |                                                             |                                                             |                                                             |                                                             |                                                             |                                                             |  |  |                                                         |                                                         |                                                         |                                                         |                                                         |                                                         |  |  |  |  |  |  |  |  |  |  |  |  |  |  |  |  |  |  |  |  |  |  |  |  |  |  |  |  |  |  |  |  |  |  |  |  |  |  |  |  |  |  |  |  |
|  |  |                                                                |                                                                |                                                                |                                                                |                                                                |                                                                |                                                                |                                                                |                                                                |                                                                |                                                    |                                                    |                                                    |                                                    |  |  |                                                                           |                                                                           |                                                                           |                                                                           |                                                                           |                                                                           |                                                                 |                                                                 |                                                                 |                                                                 |                                                           |                                                           |                                                           |                                                           |                                                                    |                                                                    |                                                                    |                                                                    |                                                                    |                                                                    |                                                          |                                                          |                                                        |                                                        |                                                                 |                                                                 |                                                                 |                                                                 |                                                                 |                                                                 |                                                       |                                                       |                                                       |                                                       |                                                       |                                                       |                                                       |                                                       |                                                         |                                                         |                                                             |                                                             |                                                             |                                                             |                                                             |                                                             |  |  |                                                         |                                                         |                                                         |                                                         |                                                         |                                                         |  |  |  |  |  |  |  |  |  |  |  |  |  |  |  |  |  |  |  |  |  |  |  |  |  |  |  |  |  |  |  |  |  |  |  |  |  |  |  |  |  |  |  |  |
|  |  | Philippe, Duc d'Édimbourg ∞ Élisabeth II, Reine du Royaume-Uni | Philippe, Duc d'Édimbourg ∞ Élisabeth II, Reine du Royaume-Uni | Philippe, Duc d'Édimbourg ∞ Élisabeth II, Reine du Royaume-Uni | Philippe, Duc d'Édimbourg ∞ Élisabeth II, Reine du Royaume-Uni | Philippe, Duc d'Édimbourg ∞ Élisabeth II, Reine du Royaume-Uni | Philippe, Duc d'Édimbourg ∞ Élisabeth II, Reine du Royaume-Uni |                                                                |                                                                | Cécile, Pcesse de Grèce ∞ Georges, Gd-duc de Hesse             | Cécile, Pcesse de Grèce ∞ Georges, Gd-duc de Hesse             | Cécile, Pcesse de Grèce ∞ Georges, Gd-duc de Hesse | Cécile, Pcesse de Grèce ∞ Georges, Gd-duc de Hesse | Cécile, Pcesse de Grèce ∞ Georges, Gd-duc de Hesse | Cécile, Pcesse de Grèce ∞ Georges, Gd-duc de Hesse |  |  | Marguerite, Pcesse de Grèce ∞ Gottfried, Pce de Hohenlohe-Langenbourg     | Marguerite, Pcesse de Grèce ∞ Gottfried, Pce de Hohenlohe-Langenbourg     | Marguerite, Pcesse de Grèce ∞ Gottfried, Pce de Hohenlohe-Langenbourg     | Marguerite, Pcesse de Grèce ∞ Gottfried, Pce de Hohenlohe-Langenbourg     | Marguerite, Pcesse de Grèce ∞ Gottfried, Pce de Hohenlohe-Langenbourg     | Marguerite, Pcesse de Grèce ∞ Gottfried, Pce de Hohenlohe-Langenbourg     |                                                                 |                                                                 | Théodora, Pcesse de Grèce                                       | Théodora, Pcesse de Grèce                                       | Théodora, Pcesse de Grèce                                 | Théodora, Pcesse de Grèce                                 | Théodora, Pcesse de Grèce                                 | Théodora, Pcesse de Grèce                                 |                                                                    |                                                                    | Berthold, Margrave de Bade                                         | Berthold, Margrave de Bade                                         | Berthold, Margrave de Bade                                         | Berthold, Margrave de Bade                                         | Berthold, Margrave de Bade                               | Berthold, Margrave de Bade                               |                                                        |                                                        | Marie-Alexandra, Pcesse de Bade ∞ Wolfgang, Pce de Hesse-Cassel | Marie-Alexandra, Pcesse de Bade ∞ Wolfgang, Pce de Hesse-Cassel | Marie-Alexandra, Pcesse de Bade ∞ Wolfgang, Pce de Hesse-Cassel | Marie-Alexandra, Pcesse de Bade ∞ Wolfgang, Pce de Hesse-Cassel | Marie-Alexandra, Pcesse de Bade ∞ Wolfgang, Pce de Hesse-Cassel | Marie-Alexandra, Pcesse de Bade ∞ Wolfgang, Pce de Hesse-Cassel |                                                       |                                                       |                                                       |                                                       |                                                       |                                                       |                                                       |                                                       |                                                         |                                                         | Gustave VI Adolphe, Roi de Suède ∞ Louise, Lady Mountbatten | Gustave VI Adolphe, Roi de Suède ∞ Louise, Lady Mountbatten | Gustave VI Adolphe, Roi de Suède ∞ Louise, Lady Mountbatten | Gustave VI Adolphe, Roi de Suède ∞ Louise, Lady Mountbatten | Gustave VI Adolphe, Roi de Suède ∞ Louise, Lady Mountbatten | Gustave VI Adolphe, Roi de Suède ∞ Louise, Lady Mountbatten |  |  | Nadège, Ctesse de Torby ∞ Georges, Mis de Milford Haven | Nadège, Ctesse de Torby ∞ Georges, Mis de Milford Haven | Nadège, Ctesse de Torby ∞ Georges, Mis de Milford Haven | Nadège, Ctesse de Torby ∞ Georges, Mis de Milford Haven | Nadège, Ctesse de Torby ∞ Georges, Mis de Milford Haven | Nadège, Ctesse de Torby ∞ Georges, Mis de Milford Haven |  |  |  |  |  |  |  |  |  |  |  |  |  |  |  |  |  |  |  |  |  |  |  |  |  |  |  |  |  |  |  |  |  |  |  |  |  |  |  |  |  |  |  |  |
|  |  | Philippe, Duc d'Édimbourg ∞ Élisabeth II, Reine du Royaume-Uni | Philippe, Duc d'Édimbourg ∞ Élisabeth II, Reine du Royaume-Uni | Philippe, Duc d'Édimbourg ∞ Élisabeth II, Reine du Royaume-Uni | Philippe, Duc d'Édimbourg ∞ Élisabeth II, Reine du Royaume-Uni | Philippe, Duc d'Édimbourg ∞ Élisabeth II, Reine du Royaume-Uni | Philippe, Duc d'Édimbourg ∞ Élisabeth II, Reine du Royaume-Uni |                                                                |                                                                | Cécile, Pcesse de Grèce ∞ Georges, Gd-duc de Hesse             | Cécile, Pcesse de Grèce ∞ Georges, Gd-duc de Hesse             | Cécile, Pcesse de Grèce ∞ Georges, Gd-duc de Hesse | Cécile, Pcesse de Grèce ∞ Georges, Gd-duc de Hesse | Cécile, Pcesse de Grèce ∞ Georges, Gd-duc de Hesse | Cécile, Pcesse de Grèce ∞ Georges, Gd-duc de Hesse |  |  | Marguerite, Pcesse de Grèce ∞ Gottfried, Pce de Hohenlohe-Langenbourg     | Marguerite, Pcesse de Grèce ∞ Gottfried, Pce de Hohenlohe-Langenbourg     | Marguerite, Pcesse de Grèce ∞ Gottfried, Pce de Hohenlohe-Langenbourg     | Marguerite, Pcesse de Grèce ∞ Gottfried, Pce de Hohenlohe-Langenbourg     | Marguerite, Pcesse de Grèce ∞ Gottfried, Pce de Hohenlohe-Langenbourg     | Marguerite, Pcesse de Grèce ∞ Gottfried, Pce de Hohenlohe-Langenbourg     |                                                                 |                                                                 | Théodora, Pcesse de Grèce                                       | Théodora, Pcesse de Grèce                                       | Théodora, Pcesse de Grèce                                 | Théodora, Pcesse de Grèce                                 | Théodora, Pcesse de Grèce                                 | Théodora, Pcesse de Grèce                                 |                                                                    |                                                                    | Berthold, Margrave de Bade                                         | Berthold, Margrave de Bade                                         | Berthold, Margrave de Bade                                         | Berthold, Margrave de Bade                                         | Berthold, Margrave de Bade                               | Berthold, Margrave de Bade                               |                                                        |                                                        | Marie-Alexandra, Pcesse de Bade ∞ Wolfgang, Pce de Hesse-Cassel | Marie-Alexandra, Pcesse de Bade ∞ Wolfgang, Pce de Hesse-Cassel | Marie-Alexandra, Pcesse de Bade ∞ Wolfgang, Pce de Hesse-Cassel | Marie-Alexandra, Pcesse de Bade ∞ Wolfgang, Pce de Hesse-Cassel | Marie-Alexandra, Pcesse de Bade ∞ Wolfgang, Pce de Hesse-Cassel | Marie-Alexandra, Pcesse de Bade ∞ Wolfgang, Pce de Hesse-Cassel |                                                       |                                                       |                                                       |                                                       |                                                       |                                                       |                                                       |                                                       |                                                         |                                                         | Gustave VI Adolphe, Roi de Suède ∞ Louise, Lady Mountbatten | Gustave VI Adolphe, Roi de Suède ∞ Louise, Lady Mountbatten | Gustave VI Adolphe, Roi de Suède ∞ Louise, Lady Mountbatten | Gustave VI Adolphe, Roi de Suède ∞ Louise, Lady Mountbatten | Gustave VI Adolphe, Roi de Suède ∞ Louise, Lady Mountbatten | Gustave VI Adolphe, Roi de Suède ∞ Louise, Lady Mountbatten |  |  | Nadège, Ctesse de Torby ∞ Georges, Mis de Milford Haven | Nadège, Ctesse de Torby ∞ Georges, Mis de Milford Haven | Nadège, Ctesse de Torby ∞ Georges, Mis de Milford Haven | Nadège, Ctesse de Torby ∞ Georges, Mis de Milford Haven | Nadège, Ctesse de Torby ∞ Georges, Mis de Milford Haven | Nadège, Ctesse de Torby ∞ Georges, Mis de Milford Haven |  |  |  |  |  |  |  |  |  |  |  |  |  |  |  |  |  |  |  |  |  |  |  |  |  |  |  |  |  |  |  |  |  |  |  |  |  |  |  |  |  |  |  |  |
|  |  |                                                                |                                                                |                                                                |                                                                |                                                                |                                                                |                                                                |                                                                |                                                                |                                                                |                                                    |                                                    |                                                    |                                                    |  |  |                                                                           |                                                                           |                                                                           |                                                                           |                                                                           |                                                                           |                                                                 |                                                                 |                                                                 |                                                                 |                                                           |                                                           |                                                           |                                                           |                                                                    |                                                                    |                                                                    |                                                                    |                                                                    |                                                                    |                                                          |                                                          |                                                        |                                                        |                                                                 |                                                                 |                                                                 |                                                                 |                                                                 |                                                                 |                                                       |                                                       |                                                       |                                                       |                                                       |                                                       |                                                       |                                                       |                                                         |                                                         |                                                             |                                                             |                                                             |                                                             |                                                             |                                                             |  |  |                                                         |                                                         |                                                         |                                                         |                                                         |                                                         |  |  |  |  |  |  |  |  |  |  |  |  |  |  |  |  |  |  |  |  |  |  |  |  |  |  |  |  |  |  |  |  |  |  |  |  |  |  |  |  |  |  |  |  |
|  |  |                                                                |                                                                |                                                                |                                                                |                                                                |                                                                |                                                                |                                                                |                                                                |                                                                |                                                    |                                                    |                                                    |                                                    |  |  |                                                                           |                                                                           |                                                                           |                                                                           |                                                                           |                                                                           |                                                                 |                                                                 |                                                                 |                                                                 |                                                           |                                                           |                                                           |                                                           |                                                                    |                                                                    |                                                                    |                                                                    |                                                                    |                                                                    |                                                          |                                                          |                                                        |                                                        |                                                                 |                                                                 |                                                                 |                                                                 |                                                                 |                                                                 |                                                       |                                                       |                                                       |                                                       |                                                       |                                                       |                                                       |                                                       |                                                         |                                                         |                                                             |                                                             |                                                             |                                                             |                                                             |                                                             |  |  |                                                         |                                                         |                                                         |                                                         |                                                         |                                                         |  |  |  |  |  |  |  |  |  |  |  |  |  |  |  |  |  |  |  |  |  |  |  |  |  |  |  |  |  |  |  |  |  |  |  |  |  |  |  |  |  |  |  |  |
|  |  | Charles III, Roi du Royaume-Uni ∞ Diana, Lady Spencer          | Charles III, Roi du Royaume-Uni ∞ Diana, Lady Spencer          | Charles III, Roi du Royaume-Uni ∞ Diana, Lady Spencer          | Charles III, Roi du Royaume-Uni ∞ Diana, Lady Spencer          | Charles III, Roi du Royaume-Uni ∞ Diana, Lady Spencer          | Charles III, Roi du Royaume-Uni ∞ Diana, Lady Spencer          |                                                                |                                                                |                                                                |                                                                |                                                    |                                                    |                                                    |                                                    |  |  | Kraft, Pce de Hohenlohe-Langenbourg ∞ Charlotte Alexandra, Pcesse de Croÿ | Kraft, Pce de Hohenlohe-Langenbourg ∞ Charlotte Alexandra, Pcesse de Croÿ | Kraft, Pce de Hohenlohe-Langenbourg ∞ Charlotte Alexandra, Pcesse de Croÿ | Kraft, Pce de Hohenlohe-Langenbourg ∞ Charlotte Alexandra, Pcesse de Croÿ | Kraft, Pce de Hohenlohe-Langenbourg ∞ Charlotte Alexandra, Pcesse de Croÿ | Kraft, Pce de Hohenlohe-Langenbourg ∞ Charlotte Alexandra, Pcesse de Croÿ |                                                                 |                                                                 | Marguerite, Pcesse de Bade ∞ Tomislav, Pce de Yougoslavie       | Marguerite, Pcesse de Bade ∞ Tomislav, Pce de Yougoslavie       | Marguerite, Pcesse de Bade ∞ Tomislav, Pce de Yougoslavie | Marguerite, Pcesse de Bade ∞ Tomislav, Pce de Yougoslavie | Marguerite, Pcesse de Bade ∞ Tomislav, Pce de Yougoslavie | Marguerite, Pcesse de Bade ∞ Tomislav, Pce de Yougoslavie |                                                                    |                                                                    | Maximilien, Margrave de Bade ∞ Valérie, Adsse d'Autriche           | Maximilien, Margrave de Bade ∞ Valérie, Adsse d'Autriche           | Maximilien, Margrave de Bade ∞ Valérie, Adsse d'Autriche           | Maximilien, Margrave de Bade ∞ Valérie, Adsse d'Autriche           | Maximilien, Margrave de Bade ∞ Valérie, Adsse d'Autriche | Maximilien, Margrave de Bade ∞ Valérie, Adsse d'Autriche |                                                        |                                                        | Louis, Pce de Bade ∞ Anne-Marie, Pcesse d'Auersperg-Breunner    | Louis, Pce de Bade ∞ Anne-Marie, Pcesse d'Auersperg-Breunner    | Louis, Pce de Bade ∞ Anne-Marie, Pcesse d'Auersperg-Breunner    | Louis, Pce de Bade ∞ Anne-Marie, Pcesse d'Auersperg-Breunner    | Louis, Pce de Bade ∞ Anne-Marie, Pcesse d'Auersperg-Breunner    | Louis, Pce de Bade ∞ Anne-Marie, Pcesse d'Auersperg-Breunner    |                                                       |                                                       |                                                       |                                                       |                                                       |                                                       |                                                       |                                                       |                                                         |                                                         |                                                             |                                                             |                                                             |                                                             |                                                             |                                                             |  |  | David, Mis de Milford Haven ∞ Janet Mercedes Bryce      | David, Mis de Milford Haven ∞ Janet Mercedes Bryce      | David, Mis de Milford Haven ∞ Janet Mercedes Bryce      | David, Mis de Milford Haven ∞ Janet Mercedes Bryce      | David, Mis de Milford Haven ∞ Janet Mercedes Bryce      | David, Mis de Milford Haven ∞ Janet Mercedes Bryce      |  |  |  |  |  |  |  |  |  |  |  |  |  |  |  |  |  |  |  |  |  |  |  |  |  |  |  |  |  |  |  |  |  |  |  |  |  |  |  |  |  |  |  |  |

## Titulature et honneurs

### Titulature
- 30 mai 1906 – 17 mai 1931 : Son Altesse Royale la princesse Théodora de Grèce et de Danemark ;
- 17 mai 1931 – 27 octobre 1963 : Son Altesse Royale la margravine de Bade ;
- 27 octobre 1963 – 16 octobre 1969 : Son Altesse Royale la margravine douairière de Bade.

### Honneurs
Théodora de Grèce est :
- Dame grand-croix de l'ordre des Saintes-Olga-et-Sophie (Royaume de Grèce) ;
- Dame commandeur de l'ordre de Bienfaisance (Royaume de Grèce) ;
- Dame grand-croix de l'ordre de la Fidélité (Grand-duché de Bade) ;
- Récipiendaire de la médaille du couronnement d'Élisabeth II (Royaume-Uni).

### Sur Théodora et la famille royale de Grèce
- (en) Arturo E. Beéche, Michael of Greece et Helen Hemis-Markesinis, The Royal Hellenic dynasty, Eurohistory, 2007, 182 p. (ISBN 978-0-9771961-5-9 et 0-9771961-5-1).
- (en) Marlene A. Eilers Koenig, « Four Sisters, Four Weddings », Royalty Digest Quarterly, no 2,‎ 2021 (ISSN 1653-5219).
- (es) Ricardo Mateos Sainz de Medrano, La Familia de la Reina Sofía : La Dinastía griega, la Casa de Hannover y los reales primos de Europa, Madrid, La Esfera de los Libros, 2004, 573 p. (ISBN 84-9734-195-3).
- (en) John Van der Kiste, Kings of the Hellenes : The Greek Kings, 1863-1974, Sutton Publishing, 1994, 200 p. (ISBN 0-7509-2147-1).
- Michel Huberty et Alain Giraud, L’Allemagne dynastique : Oldenbourg, familles alliées H-L, t. VII, Le Perreux-sur-Marne, Michel Huberty, 1994, 768 p. (ISBN 978-2-90113-807-5).

### Sur Théodora et sa parentèle allemande
- (en) Arturo E. Beéche et Ilana D. Miller, The Grand Ducal House of Hesse, Eurohistory, 2020, 240 p. (ISBN 978-1-944207-08-3 et 1-944207-08-2).
- (de) Kathrin Ellwarth, Das Haus Baden : in Vergangenheit und Gegenwart, Werl, Börde-Verlag, 2008, 48 p. (ISBN 978-3-9811993-1-4).
- (en) Jonathan Petropoulos, Royals and the Reich : The Princes von Hessen in Nazi Germany, Oxford University Press, 2006, 524 p. (ISBN 978-0-19-533927-7, lire en ligne).
- (de) Ruprecht Poensgen, « Die Schule Schloß Salem im Dritten Reich », Vierteljahrshefte für Zeitgeschichte, vol. 44, no 1,‎ janvier 1996, p. 25-54.

### Biographies des proches de Théodora
- (fr) Celia Bertin, Marie Bonaparte, Paris, Perrin, 1999, 433 p. (ISBN 2-262-01602-X).
- (es) Eva Celada, Irene de Grecia : La princesa rebelde, Plaza & Janés, 2007, 274 p. (ISBN 978-84-01-30545-0 et 84-01-30545-4).
- (fr) Philippe Delorme, Philippe d'Édimbourg : Une vie au service de Sa Majesté, Paris, Tallandier, 2017, 301 p. (ISBN 979-10-210-2035-1).
- (en) Philip Eade, Young Prince Philip : His Turbulent Early Life, HarperPress, 2012, 384 p. (ISBN 978-0-00-730539-1 et 0-00-730539-7).
- (en) Tim Heald, The Duke : A Portrait of Prince Philip, Londres, Hodder and Stoughton, 1991, 274 p. (ISBN 0-340-54607-7).
- (en) Hugo Vickers, Alice : Princess Andrew of Greece, Londres, Hamish Hamilton, 2000, 352 p. (ISBN 978-0-241-13686-7).